# Alan Shepard

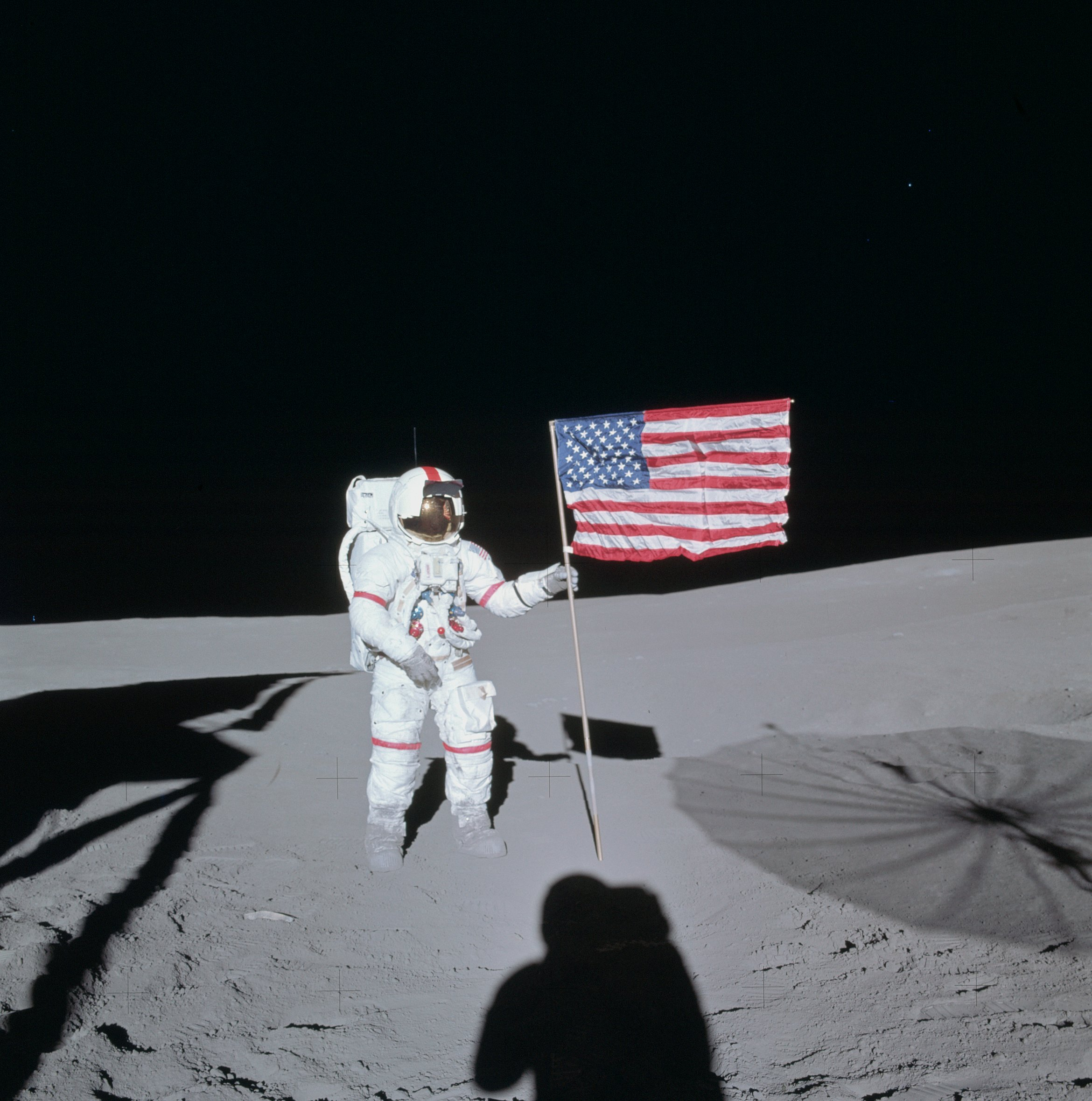
1971. február 5.

Alan Bartlett Shepard, Jr. (Derry, New Hampshire, 1923. november 18. – Pebble Beach, Kalifornia, 1998. július 21.) ellentengernagy, az első amerikai űrhajós a világűrben, egyben az ötödikként a Holdra lépett ember.
Shepard egy tehetős new hampshire-i család elsőszülött fiaként született, apja révén katonai háttérrel, skót ősökkel – egészen a legendás Mayflower bevándorlóhajóig vissza tudta vezetni a családtörténet amerikai szakaszát –. Tehetséges diák volt, mind az általános iskolában, mind a középiskolában átléphetett egy-egy osztályt, olyan kiemelkedő tanulmányokat tudott felmutatni. Iskolás évei alatt fordult érdeklődése a repülés iránt, előbb repülőmaketteket épített, majd ajándékba kapott egy sorsdöntő sétarepülést egy Douglas DC–3-ason, végül pedig oly sok más későbbi űrhajóshoz hasonlóan kamaszként gyakran lődörgött a helyi reptéren, hogy aztán alkalmi munkákért cserébe előbb sétarepüléseket, később nem hivatalos repülőleckéket kapjon. 1940-ben – bár édesapja a US Army kötelékébe szánta – a Haditengerészet Annapolis Akadémiájára adta be a jelentkezését, ám oda túl fiatalnak bizonyult, így előbb a Farragut Admirális Akadémia előkészítő tanfolyamára került, majd a következő évben onnan az áhított Annapolisra. 1941-1944 között – a második világháború miatt négyévesről háromévesre rövidített kurzuson – elvégezte a haditengerészeti akadémiát, majd a haderőnem aktív hajószolgálatra vezényelte.
Szolgálata első évében a második világháború csendes-óceáni hadszínterére vezényelték és egészen a Japán kapitulációig részt vett a harcokban. A háborút követően vezényelték repülőiskolára, a Corpus Christi Légitámaszpontra, majd az emelt szintű kiképzésre a floridai Pensacola Légitámaszpontra. Vizsgaként a USS Saipan repülőgép-hordozóra teljesített leszállásokkal lett haditengerészeti pilóta. Egy harci alakulathoz vezényelték az USS Franklin D. Roosevelt anyahajóra, ahol F4U Corsair vadászgépekkel kezdett repülni. Innen egy szárazföldi szolgálati periódus után berepülőiskolára osztották be, a Patuxent River Légibázisra, Marylanden, ahol az új sugárhajtású harci gépek tesztjeit végezte. Ennek elvégeztével a Nyugati Partra került át, Kaliforniába, ahol beosztást kapott egy újonnan létrejött alakulatba, ahol az első sugárhajtású gépeket kezdték alkalmazni a haditengerészetnél és újdonsült századával a Koreai háború harcaiba vezényelték, ám mire a hajó odaért velük, létrejött a Koreai Tűzszünet. Innen visszatérve visszaküldték Patuxent Riverre, további berepülő oktatásra. Innen továbblépve beiratkozott a Rhode Island-en levő Haditengerészet Hadi Főiskolára, amit 1957-ben el is végzett.
1959-ben az újonnan alakuló NASA űrhajósjelölteket keresett a harci pilóták között és egy hosszas és széles körű válogatás végén megneveztek hét űrhajóst, akiket a Mercury-program keretében kívántak feljuttatni a világűrbe. A hetek egyike Alan Shepard volt. Az új űrprogram első repülése egy űrugrás volt, amikor a felbocsátott űrhajós nem áll Föld körüli pályára, csak eléri a világűr határának számító Kármán-vonalat, majd néhányszáz kilométerrel arrébb le is száll. A repülésre egy furcsa metódussal maguk közül választották ki a jelöltet az űrhajósok: Bob Gilruth, a kiképzés vezetője egy kérdést tett fel, '„'Ha Ön nem repülhet, ki lenne a többiek közül, akit elsőként ajánlana?” Így repülhetett Alan Shepard, a többiek választottja elsőként Amerikából a világűrbe. A Mercury–Redstone–3, avagy a saját névadása nyomán Freedom 7 űrhajó repülésére 1961. május 5-én került sor – komoly politikai probléma volt, hogy bár a világ első emberes űrrepülésének szánták, a Szovjetunióból megelőzték a NASA-t Jurij Gagarin Vosztok–1 repülésével 1961. április 12-én.
A repülést követően Shepard végigszolgálta a Mercury-programot és egy második Mercury repülés, egy három napos űrutazás várományosa is volt, ám a repülést törölte a NASA és mindenkit áthelyeztek az újonnan indult Gemini-programba. Shepard meg is kapta az űrhajó berepülésének számító első repülés, a Gemini–3 parancsnoki beosztását, ám váratlanul egy betegség döntötte le a lábáról. 1963 végén rejtélyes hányinger és szédülésrohamok fogták el és a füle hangosan csengeni kezdett, olyannyira, hogy orvoshoz kellett fordulni. A látlelet szerint Ménière-kór támadta meg, a belsőfül egy elváltozása, amely a tünetek miatt a repülési státuszának megvonásával járt együtt. A földre kényszerült űrhajósnak új beosztást talált a NASA, kinevezték vezető űrhajósnak a NASA Űrhajós Irodájának élére. Innentől kezdve ő felelt a többi űrhajós kiképzési programjáért, illetve Deke Slaytonnal, a főnökével részt vett a repülő legénységek kiválasztásában.
1968-ban értesülést szerzett arról, hogy egy kaliforniai orvos gyógymódot talált a betegségére egy viszonylag kockázatos műtét formájában. Felkereste az orvost, és alávetette magát a műtétnek a los angelesi St. Vincent Kórházban, amelynek nyomán visszanyerte az egészségét és a repülésre alkalmas státuszát is. Utóbbi birtokában azonnal visszakérte magát a repülő űrhajósok közé, és Slayton az elérhető első holdrepülésre, az Apollo–13-ra be is osztotta parancsnoknak, ám ezt a felsőbb NASA-vezetők nem fogadták el, és elcsúsztatták a jelölését az Apollo–14-re. Az Apollo–13 kudarcát követően Shepardnak kellett egy sikeres Holdra szállást teljesítenie, visszaállítva egyben az űrügynökség megtépázott renoméját is. 1971. január 31-én startolva, 1971. február 5-én az Apollo–14l repülés parancsnokaként szállt le a Holdra, ahol ötödik emberként léphetett ki a holdfelszínre. A Hold Fra Mauro felszíni formációjánál két holdsétát teljesítettek Ed Mitchell holdkomppilótával. Ezek első kiszállásánál felállították az ALSEP-et és kőzetmintákat vettek. a második kiszállásukkor pedig a környék egyik fontos kráterét, a Cone krátert kellett elérniük, amit tájékozódási problémák miatt nem tudtak sikerrel teljesíteni. Az Apollo–14 a 13 kudarca után így is sikeres űrrepülésnek számított.
Hazatérve Shepard Nixon elnöktől az ENSZ 26. közgyűlésének amerikai delegációjába kapott megbízást, majd előléptették altengernaggyá. 1974-ben szerelt le a haditengerészettől és távozott egyben a NASA-tól is. Ezt követően üzleti vállalkozásokkal foglalkozott (banki és ingatlanbefektetéseit gondozta, illetve állattenyésztést folytatott Texasban), illetve a családjával próbált minél több és tartalmasabb időt tölteni. 1996-ban leukémiát állapítottak meg nála és 1998. július 21-én a rákkal vívott harcot követően elhunyt a kaliforniai Pebble Beach-en levő otthonában.

## Gyermek- és ifjúkora
Alan Bartlett Shepard Jr. 1923. november 18-án született a new hampshire-i Derry-ben Alan Bartlett Shepard Sr. és Pauline Renza Shepard (lánynevén Emerson) elsőszülött fiaként. Egy testvére volt, húga, Pauline (akit a család Pollynak becézett). A Shepard ágon a későbbi űrhajósnak skót felmenői voltak, a család a Külső-Hebridákon elterülő Bernerayból vándorolt ki és a híres angol bevándorlóhajó, a Mayflower egyik utasáig, Richard Warrenig vezetik vissza az amerikai családtörténetet. Az idősebb Shepard, Bart a Derry Nemzeti Bankban, a nagyapa által birtokolt intézetben dolgozott. Emellett katonai karriert is befutott, amely komoly hatással volt fia későbbi karrierjére: 1915-ben belépett a Nemzeti Gárdába és az Amerikai Expedíciós Erők tagjaként az Első világháborúban részt vett a franciaországi harcokban. A két világháború között is tagja maradt a Nemzeti Gárdának és a második világháború idején is aktív szolgálatra szólították, ahol aztán alezredesi rangig emelkedett.
A gyermek Alan a Derry-beli Adams School tehetséges diákja volt, olyannyira tehetséges, hogy a hatodik osztályt át is léphette tanárai javaslatára és egy évvel előbb kezdhette középiskolai tanulmányait az Oak Streeti Középiskolában, ahol az utolsó, nyolcadik évet szintén átléphette. A hetedik osztály után a Pinkerton Akadémiára, egy privát iskolára lépett tovább – amelyben édesapja is szerepet vállalt, míg nagyapja a felügyelő kuratórium tagja volt – és itt végezte el a 9-12. osztályokat. Iskolái alatt a cserkészmozgalomban is részt vett és első osztályú rangot ért el.
Érdeklődése iskolás évei alatt fordult a repülés irányába. Előbb a Pinkerton Akadémia klubjában épített repülőgép maketteket, majd 1938 karácsonyára egy repülést kapott ajándékba egy Douglas DC–3-ason. Szabadidejében pedig egyre szívesebben biciklizett ki a közeli Manchester Airfieldre, hogy előbb csak csodálja a repülőket, majd apróbb munkákért cserébe feljusson egy körre a levegőbe, végül pedig nemhivatalos repülőórákat is kapjon.
A Pinkerton Akadémiát 1940-ben végezte el és édesapja, mivel Európában már háború dúlt, katonai pályára szánta, a US Army kötelékébe. Shepard azonban a haditengerészetet favorizálta, így a jelentkezését az Egyesült Államok Haditengerészeti Akadémiájára, Annapolisba adta be. A felvételi vizsgákat könnyedén abszolválta, de a korábban átlépett két osztály miatt csak 16 éves volt, így túl fiatal volt Annapolishoz, ezért inkább egy előkészítő iskolába, a Farragut Admirális Akadémiára irányították át, ahol aztán az 1941-es osztállyal végzett. A Farragut értékelése szerint 145-ös IQ-t mértek nála, a tanulmányi eredményei azonban csak közepesek voltak.
1941-ben elkezdte a Haditengerészeti Akadémiát, amelynek négy éves képzését a háború miatt három évesre rövidítették. Az akadémiai évek alatt Shepard kiváló sportoló volt, főként a vízisportoknak hódolt: elkötelezett és kitűnő vitorlázó volt, amelyben versenyeket is nyert, köztük az Annapolis Yacht Club által szervezett regattát is. Megtanult mindenféle vitorlást vezetni, amelyek az akadémia tulajdonában voltak, egészen a hatalmas, 90 lábas (27 méteres) scoonerig, a USS Freedom-ig bezárólag. Emellett úszásban és evezésben is jeleskedett (8 párevezősben indult). Az Akadémiát az 1945-ös osztály végzőseként, 1944. június 6-án végezte el, nem különösebben kiemelkedő eredménnyel, a 915 végzős hallgató között a 463. legjobb eredménnyel. Hadnagyi rangot kapott és végzettsége BSc szintű volt.

## Haditengerészeti karrierje
Shepard a diplomával a haditengerészeti repülést választotta szolgálati helyként, ezért első vezénylése egy egy hónapos tantermi repülési továbbképzésre szólította, majd 1944 augusztusában a USS Cogswellre vezényelték szolgálatra (akkoriban a US Navy filozófiája az volt, hogy a repülőjelölteknek is legelőször némi tengeri szolgálatot kell teljesíteni). A romboló akkoriban a Csendes-óceánon hajtott végre aktív szolgálatot. Shepard akkor tudott felszállni a hajóra, amikor az 1944 októberében kikötött Ulithiben, a Karolina-szigeteken. Kihajózva mindössze két nap telt el, amikor harci akciót hajtottak végre, a japán tengeralattjárók által megtorpedózott USS Reno 172 tengerészét vették a fedélzetre, majd kísérték a sérült hajót vissza Ulithibe. A hajó visszatért a harcokba, ahol 1944 decemberében a Cobra tájfun csapott le rá, amely vihar egyébként három másik hadihajót süllyesztett el, majd 1945 januárjában kamikázékkal kellett megküzdenie a Lingayen-öbölbeli invázió idején. Ezt követően a Cogswell visszatért az Egyesült Államokba egy nagyjavításra 1945 februárjában és csak 1945. április 5-én tért vissza a szolgálatba.
A Cogswell Shepard számára második útján az Okinavai csata részese volt, ahol Shepard légvédelmi tüzér parancsnoki beosztást kapott, 20 és 40 m-es légvédelmi ágyúk bevetéséért felelt a kamikázék ellen a hajó orrészen. A feladat azért volt kiemelt, mert a Cogswellt ún. radar őrszemként állították, azaz olyan hajóként, amelynek az a feladata, hogy a háta mögött felsorakozó flotta, vagy flottacsoport előtt elsőként érzékelje az érkező ellenséget és figyelmeztesse az övéit a veszélyre, ám az ellenség számára gyakran ez volt az elsőként megpillantott ellenséges hajó, így a legvalószínűbben meg is támadott célpont. A hajó 1945. május 27.-június 26. között látta el ezt a feladatot, majd csatlakozott a 38-as számú flottacsoporthoz. A Cogswell – fedélzetén Sheparddal – később részt vett még Japán haditengerészeti bombázásában, és jelen volt a Tokiói-öbölben 1945 szeptemberében, a japán kapitulációkor is. A hajó és Shepard még abban a hónapban visszatért az Egyesült Államokba.
1945 novemberében Shepardot a Haditengerészet Corpus Christi Légitámaszpontjára vezényelték, hogy 1946. január 7-i kezdettel elkezdje repülő alapkiképzését. Shepard átlagos diák volt a csoportjában, ám egy ideig azzal nézett szembe, hogy repülőteljesítménye miatt eltanácsolják a kiképzésről és visszahelyezik valamelyik felszíni hajóra szolgálatba. Hogy ezt elkerülje, magánleckéket kezdett venni a helyi civil reptéren és civil pilóta jogosítványt is szerzett – amire egyébként a haditengerészet összehúzta a szemöldökét –. Ennek következtében a repülőteljesítménye folyamatosan javult, így 1947 elejére elérte, hogy az oktatói átlag felettinek minősítsék a teljesítményét. Az alapkiképzést követően a Haditengerészet Pensacolai Légitámaszpontjára küldték, emelt szintű kiképzésre. Ennek a kiképzésnek a végén hat tökéletes leszállást kellett teljesíteni a USS Saipan repülőgép-hordozóra, ez jelentette a sikeres vizsgát. Shepard teljesítette és másnap megkapta a haditengerészeti repülő jelvényt, amelyet édesapja tűzhetett a mellére.
Végzett pilótaként a VF–42 vadászrepülő századhoz helyezték, amely Vought F4U Corsair gépekkel repült és az USS Franklin D. Roosevelt repülőgép anyahajón települt. Ám Shepard érkezésekor a hajó éppen nagyjavításon volt, majd annak elvégzése után az állomáshelyét is áttették a Haditengerészet Norfolki Légitámaszpontjára, Virginiába. Shepard csak 1948-ban hajózott ki első bevetésére, a Karib-tengerre, ahol a legtöbb pilótatársa hozzá hasonló újonc volt. Sokuknak nem volt meg a képesítése, hogy éjszakai leszállást teljesítsenek egy hordozóra – köztük Sheparddal –, amely egy veszélyes manőver volt, különösen a szeszélyes Corsairrel, de ő rábírta parancsnokát, hogy engedélyezze neki a minősítő repülést. Norfolkba már úgy tértek vissza, hogy a pilótajogosítvány tartalmazta az éjszakai leszállás kvalifikációját is. Ezt követően a USS Franklin D. Rooseveltet a Földközi-tengerre vezényelték, egy kilenc hónapos bevetésre.
A tengeri szolgálatokat szárazföldi időszakok váltogatták és 1950-ben, egy ilyen időszakban Shepardot kiválasztották, hogy a Patuxent River HAditengerészeti Légitámaszponton üzemnelő U.S. Naval Test Pilot School (USNTPS – Egyesült Államok Haditengerészeti Berepülőiskola) kurzusán vegyen részt, ahol tesztpilótává képezték. Itt a legváltozatosabb feladatokat kapta: nagy magasságú repüléseken kellett az Egyesült Államok feletti légtér kondícióit megismerni, a McDonnell F2H Bahnshee gép hordozós alkalmasságát igazolni, kísérleteket kellett végezni a haditengerészet vadonatúj üzemanyag újratöltési rendszerével, illetve tesztrepüléseket kellett végezni az új típusú hordozókra szánt szögfedélzettel. Az itt töltött időszakra jellemző, hogy Shepard csak alig kerülte el a hadbíróságot, ahová Alfred N. Pride altengernagy, a bázis parancsnoka akarta citálni, miután a Chesapeake-öböl hídjánál hurkot repült, majd alacsony áthúzásokkal riogatta a civileket a marylandi Ocean City tengerpartján. Csak az mentette meg, hogy feljebbvalói, John Hyland és Robert M. Elder közbenjártak érte.
Az iskola elvégzését követően a VF–193 századhoz vezényelték, amely a kaliforniai Moffet Field Haditengerészeti Légibázison települt és a vadonatúj sugárhajtású F2H Bahnshee gépeket üzemeltette. A sugárhajtású gépek akkoriban kezdtek elterjedni, a század is egyike volt az első üzemeltetőknek és James D. "Jig Dog" Ramage, az alakulat parancsnoka külön kérte Shepard odahelyezését Rovert M. Elder tanácsára, aki egyébként a testvér alakulat, a VF-191 parancsnokságát kapta meg. Ramage egyenesen kísérőjévé tette Shepardot, ami később, 1954-ben megmentette az életét, amikor a parancsnok gépének oxigénrendszere meghibásodott és kísérője a leszállásig szóval tartotta, nehogy elaludjon a parancsnok. Shepard század műveleti tiszti beosztást kapott és mint ilyen az volt a feladata, hogy a sugárhajtású gépeken szerzett tapasztalatait átadja beosztottainak. Két bevetésen is részt vett a USS Oriskany hordozón a nyugati Csendes-óceánon. Ezek egyike 1953-ban egy harci kihelyezés volt Koreában, ám mire a hajó odaért, létrejött a Koreai Tűzszünet és így Shepard nem került harcérintkezésbe.
A hazatérésük után a bázis parancsnoka, John P. Whitney azt szerette volna, ha Shepard a szárnysegédje lesz, ám ez azzal járt volna, hogy a repülés háttérbe szorul a számára, márpedig ő repülni szeretett volna. Ezért megkérte a parancsnokát, Ramage-ot, hogy az beszéljen az admirálissal, amelynek eredményeként inkább visszaküldték Shepardot Patuxent Riverre, hogy ott további berepülőpilóta képzést és feladatokat lásson el. Ennek keretében aztán repülhette a McDonnell F3H Demon, Vought F-8 Crusader, Douglas F4D Skyray and Grumman F-11 Tiger gépeket. Élete első katapultálását pedig a Vought F7U Cutlass típusnak köszönheti. A gép hajlamos volt dugóhúzóba kerülni éles fordulatok közben, ami nem volt szokatlan az időszak repülőgépeinél és egyszerű volt a gyógymód is erre a viselkedésre, ha a pilóta elengedte a botkormányt, a gép magától kijött a dugóhúzóból, ám ezúttal Shepard hiába tett így, a repülő nem korrigált. Shepard képtelen volt kivenni a pörgésből a gépet és kénytelen volt katapultálni. Egy másik gép sorsát pedig egyenesen ő döntötte el: a Douglas F5D Skylancer tesztjei folytak és ő volt a hivatalos berepülője a típusnak, ám nem kedvelte és kedvezőtlen jelentést is írt a gépről, minek eredményeképpen a haditengerészet leállíttatta a rendeléseket a típusra és helyette az F8U-t favorizálta. De nemcsak az F7U katapultálási élménye volt az egyetlen veszélyes tapasztalat, hanem a berepülők számára ismerős vészhelyzet érte egy F11F Tigerrel is, amikor a gépnek egy nagy sebességű süllyedés közben leállt a hajtóműve. Kisebb magasságba érve sikerrel újraindította azt, de a gépről szintén kedvezőtlen jelentést adott le.
Mindezen feladatok közben Shepard oktatói tisztséget is betöltött a berepülőpilóta iskolán, majd beiratkozott a Rhode Island-en levő Haditengerészeti Hadi Főiskolára, amelyet 1957-ben el is végzett. Diplomájával a zsebében az Atlanti-óceáni Flotta Vezérkari Főnöke mellett ő lett a Repülőgép Hadrafoghatósági Tiszt.

## Űrhajóskarrierje

### Eredeti Hetek

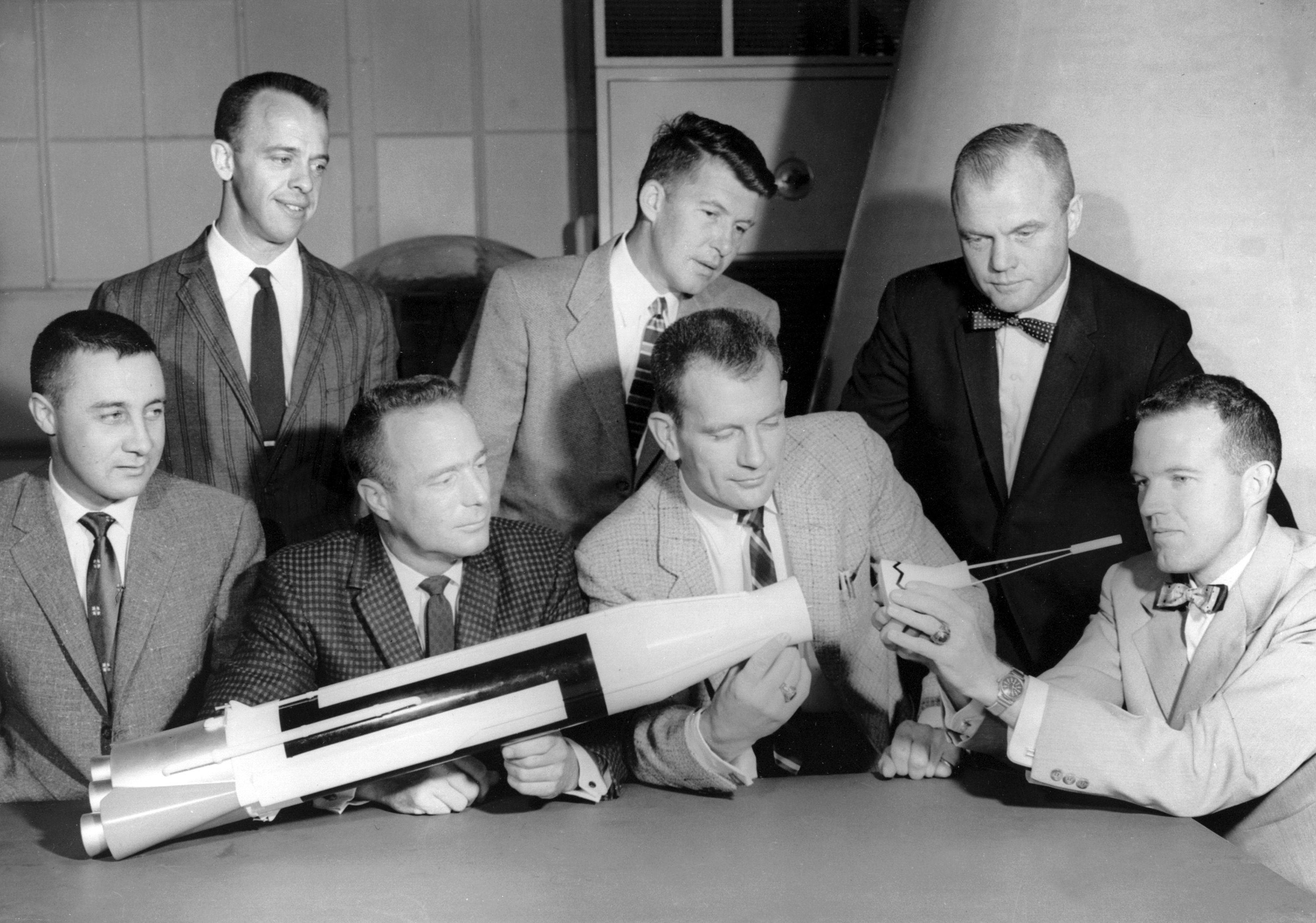
Az Eredeti Hetek egyikeként (álló sor, balra az első)

1957. október 4-én – miközben egy Eisenhower elnök általi bejelentés, miszerint az USA juttat elsőként egy tárgyat a világűrbe, mindenki azt várta, hogy az első ember alkotta űrbeli objektum amerikai lesz – a Szovjetunióból sikeresen bocsátották Föld körüli pályára a Szputnyik–1 műholdat. Ez egyben hatalmas politikai versenyt indított be a két eltérő világrendet valló nagyhatalom között és nem volt kétséges, hogy a következő nagy űrteljesítmény egy ember feljuttatása lesz. Az amerikai visszavágás érdekében megalakult a NASA, amelynek egyik elsőként beindított programja a Mercury-program lett, egy amerikai űrhajós űrbe juttatásával.
A fenti program legfontosabb komponense az űrhajós kiválasztása lett, amely feladatra aztán magának Eisenhower elnöknek az utasítása szerint került sor: a katonai repülőalakulatok kaptak felhívást a lehetséges jelöltek összeírására. De nem ez volt az elsődleges szempont, hanem a jelölteknek a létező legtökéletesebb egészségi állapotban kellett lenniük és mellesleg a berepülőpilóták közül kellett kikerülniük. Összesen 508 lehetséges jelölt személyi kartonját vizsgálták át Washingtonban, amelyből 110 pilótát választottak ki, mint elméletileg alkalmas jelöltet (a listában öt fő tengerészgyalogos, 47 fő haditengerészeti és 58 fő légierős pilóta szerepelt, a hadsereg repülőalakulataiból senki sem bizonyult alkalmasnak). A kiválasztási folyamat második lépcsőjében három fő csoportra osztották a jelölteket, és az első 35 főt – titoktartás elrendelése mellett – Washingtonba rendelték 1959 február elején interjúkra. Egy héttel az első csoport interjúit követően a második csoport is Washingtonba érkezett és átesett az interjúkon. A két csoport interjúi után 69 fő ment tovább a kiválasztási folyamatban.
A világos fizikai paraméterek ellenére a 69 főből hat főt azért utasítottak el, mert a testmagasságuk túl nagy volt. Végül további visszalépők miatt 56-an írták meg a második kiválasztási forduló általános, műszaki és pszichológiai tesztjeit. A kiválasztottak köre ezután 32 főre csökkent, őket vitte tovább a Space Task Group a részletes és különleges elemeket is tartalmazó orvosi vizsgálatokra, amelyek az új-mexikói Albuquerque-ben, a Lovelace Klinikán, majd a Wright-Patterson bázis repülőorvosi laboratóriumában zajlottak le.
A Lovelace Klinikán 1959. február 7-től kezdődően egy héten át a jelöltek egy hat fázisból álló, mindenre kiterjedő, többnapos orvosi vizsgálaton estek át. Ennek keretében először áttekintették a jelöltek egészségügyi történetét, majd részletes általános orvosi teszteket végeztek, mint látásvizsgálat, EKG és reflexvizsgálatok, végbéltükrözés és vérvizsgálat, vagy spermaszámlálás. Ezt követően szintén teljes körű – a fogröntgentől kezdve a gyomorröntgenig terjedő – röntgenfelvételekre került sor. A következő lépés a fizikai teljesítménytesztekkel folytatódott, ami bicikli ergométeren tekerve a szív terheléses vizsgálatait, tüdőkapacitás mérést, testsűrűség mérést tartalmazott. Az egy hétig tartó vizsgálatok végén került sor az adatok összegzésére és minden jelölt esetében egészségügyi kartonokon való rögzítésre.
Közvetlenül a klinikai vizsgálatokat követően 1959. február 16. és március 27. között a Wright-Patterson Légibázisra költözött a csoport az ún. stressztesztekre. Ezen vizsgálatok a jelöltek pszichológiai és fizikai terheléstűrésének feltérképezésére irányultak. A fizikai tesztek között az egyszerű lépcsőzési vagy futópados terhelési gyakorlatok, illetve a nagy ellenálló képességet igénylő centrifugatesztek, vagy a repülőorvosi vizsgálatokból a pilóták számára már ismert többtengelyes forgószékes gyakorlatok szerepeltek. A párhuzamosan végzett pszichikai teszteknél a jelölteket váratlan, vagy kellemetlen behatásokkal tesztelték, mint a hőkamrás, vagy hidegvizes tesztek, vagy a sötétkamrás gyakorlatok. A pszichológiai vizsgálatokban szerepet kapott az egyébként hitelességi kételyekkel terhelt Rorschach-teszt is.
A Wright Patterson-beli vizsgálatok végén a jelölőbizottság 18 egészségügyileg teljesen alkalmas jelöltet terjesztett fel a tesztsorozat 1959. március végi lezárásakor. A Space Task Group kiválasztó bizottsága 1959. április 1-jén ült össze, és a 18 alkalmas jelöltből végül hét főt választottak ki űrhajós kiképzésre. Ezt a csoportot jelentette be a NASA 1959. április 2-án, majd mutatták be aztán őket Mercury Seven (Mercury 7) néven 1959. április 9-én Washingtonban, mint az USA leendő űrhajósait, és ezzel a hét pilótával kezdték el az űrhajóskiképzést. A hét űrhajósjelölt között ott volt a haditengerészet kapitánya, Alan Bartlett Shepard Jr. is.

### Freedom 7

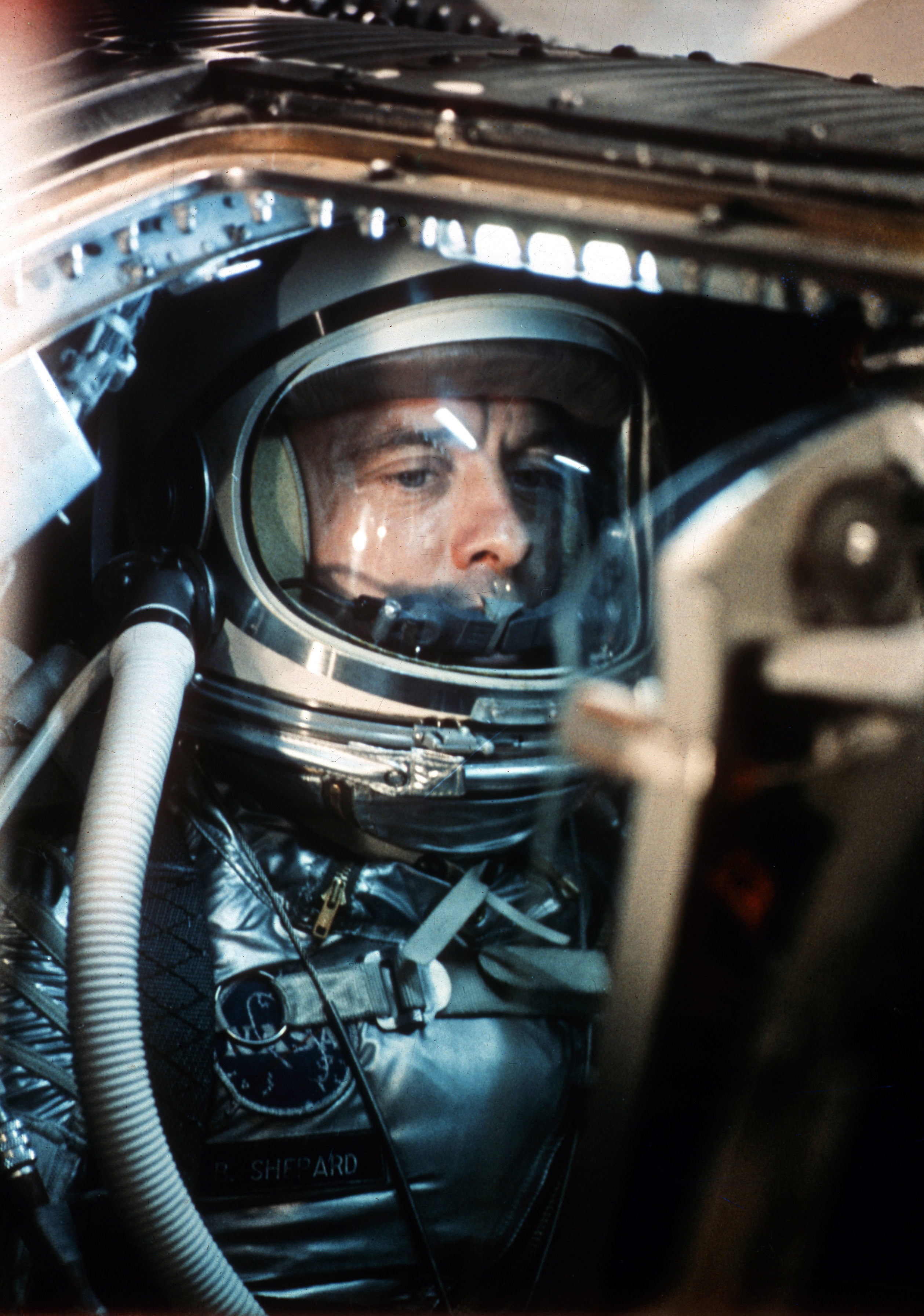
Shepard a Freedom 7 kabinjában

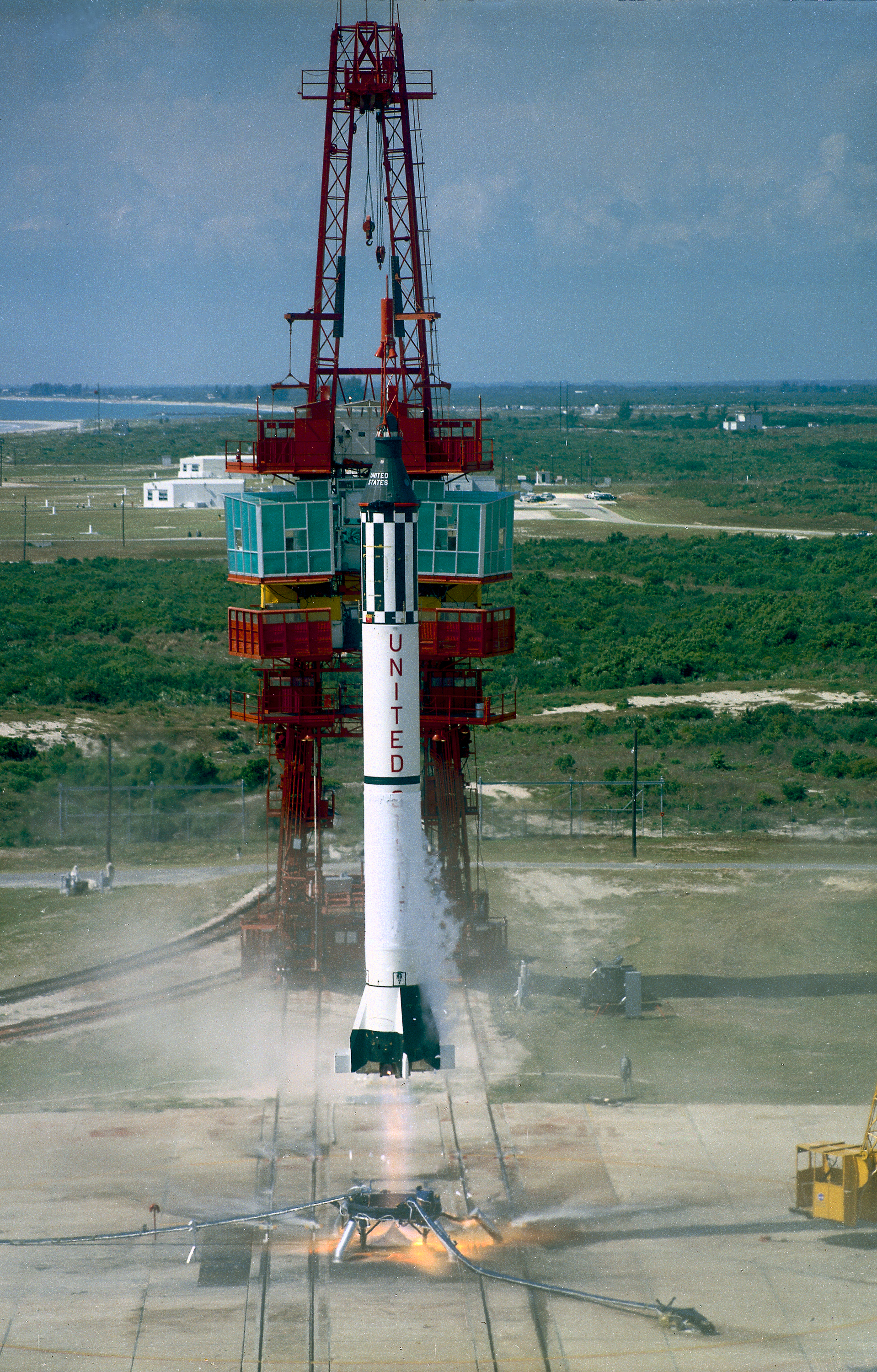
A történelmi első start a Mercury–Redstone–3 fedélzetén

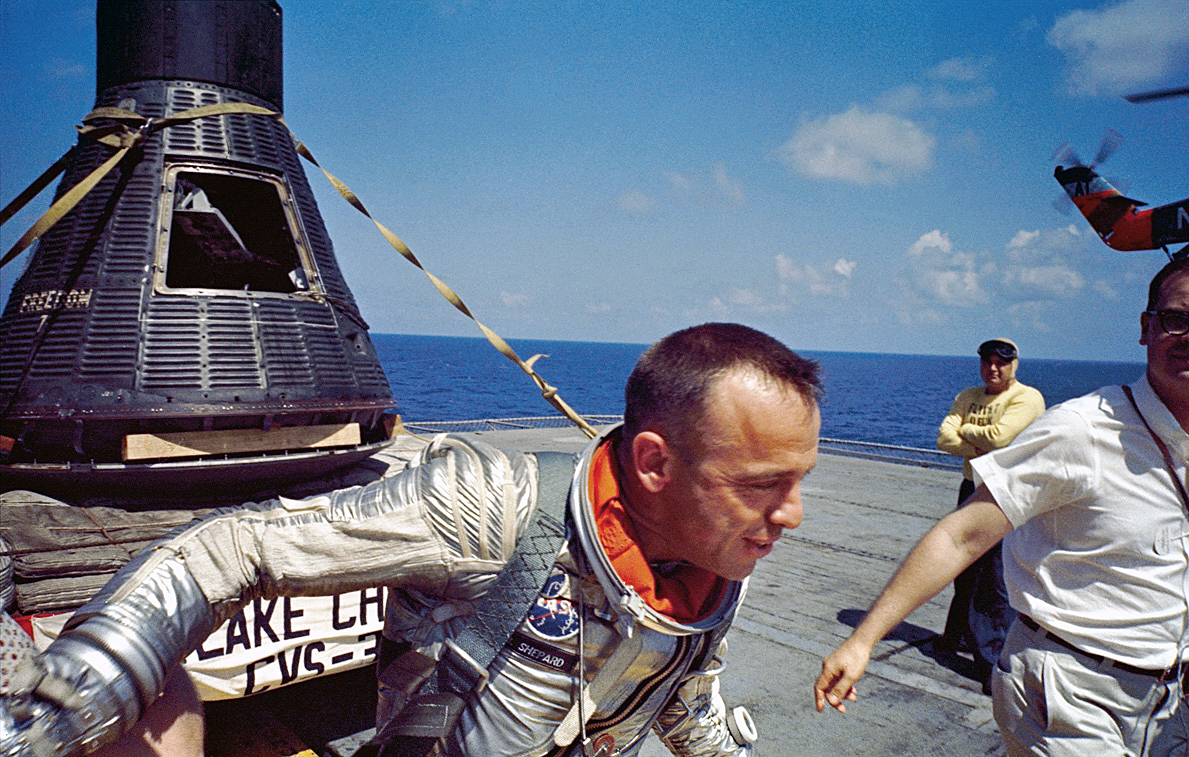
Alan Shepard az MR-3 küldetés után

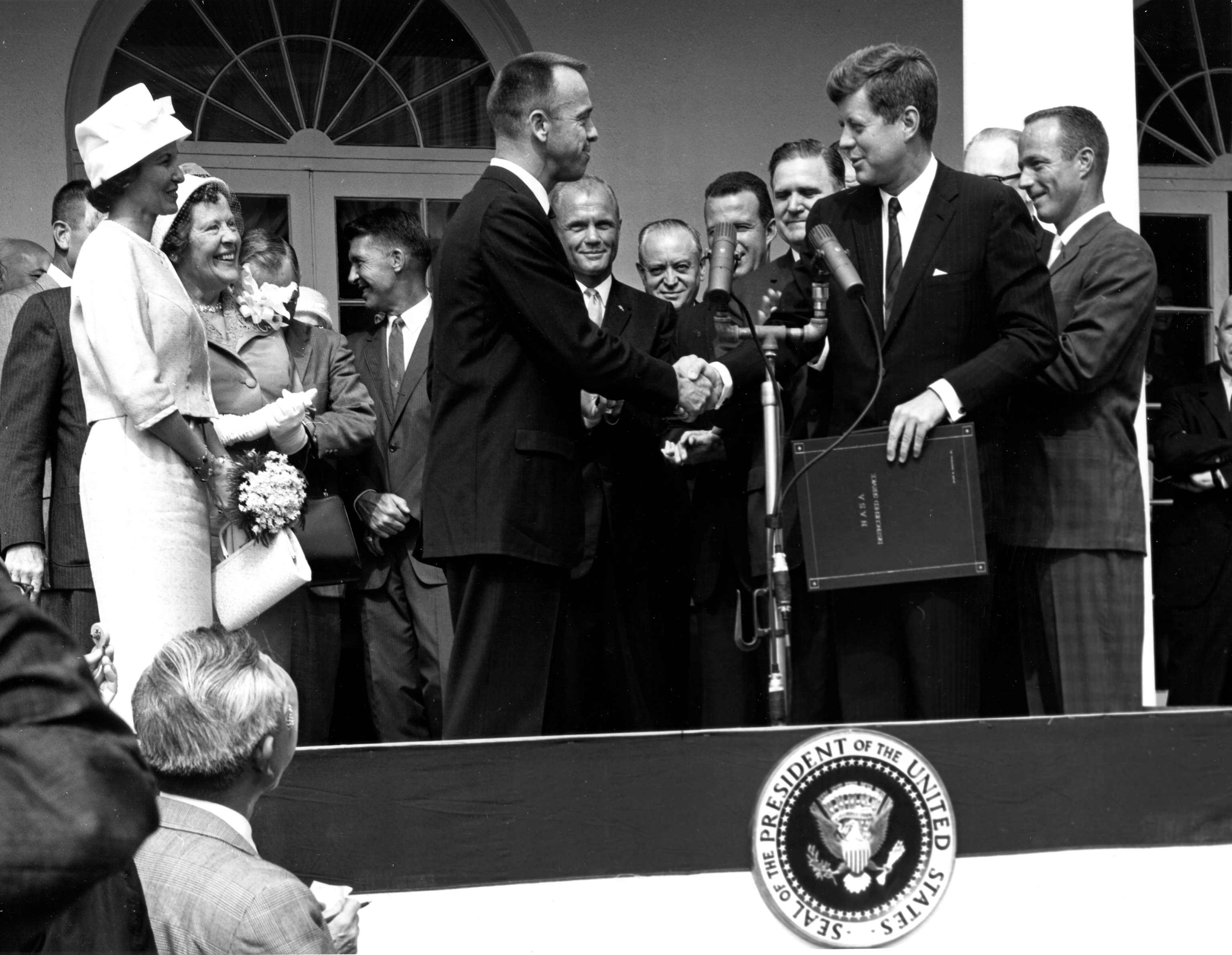
Kennedy elnök kitünteti a világ első amerikai polgárát, aki az űrben járt

A Mercury-program első emberes repülésére megannyi teszt és állatok, például csimpánz repültetése után 1961 április-májusában került sor, és úgy tűnt, hogy Amerika juttathatja fel az első embert a világűrbe, visszavágva némileg a Szputnyik–1-ért. Csipetnyi szépséghibája volt a dolognak, hogy a repülést nem igazi értelemben vett űrrepülésnek, azaz nem Föld körüli pályán vezetett orbitális repülésnek tervezték, hanem csak egy szuborbitális űrugrásnak, amelyen az űrhajó és utasa pályája csúcsán átlépi az űr határának definiált Kármán-vonalat, de nem áll orbitális pályára és néhány száz kilométerrel távolabb le is száll.
A program vezetői a hét jelölt közül (logikusan) a lehető legjobbat kívánták felküldeni a történelmi repülésre, de tudták ezt maguk a jelöltek is és erősen konkuráltak is. Shepard például John Glennt tartotta legnagyobb riválisának és tudatosan próbálta őt maga mögé utasítani: előbb leszokott a dohányzásról, majd ő maga is elkezdett reggelenként kocogni, futni, amely Glenn szokása is volt. A legénységválogatásért felelős NASA vezető, Roberth Gilruth egy sajátos procedúrát talált ki, hogy megtalálja a csoport legjobbját. A repülés előtt nem sokkal összehívta a teljes csoportot, és azt a feladatot adta nekik, hogy egy papírlapon a következő kérdést válaszolják meg: „Ha Ön nem lehet az első, kit jelölne repülésre a társai közül?” A legtöbb szavazat Alan Shepardra esett, így ő kapta meg a Mercury–Redstone–3 parancsnoki kinevezését. Az űrhajósok (és Gilruth) döntését nagyban befolyásolta, hogy a jelöltek egy háromfős csoportból kerülhettek csak ki, tekintve, hogy korábban Alan Shepard, John Glenn és Gus Grissom kapott kiképzést egy szuborbitális repülésre. Végül Gilruth legénységjelölése is így lett végleges: Alan Shepard lett a repülésre jelölt űrhajós, míg John Glenn az első számú, valamint Gus Grissom a második számú tartalék. A hivatalos bejelentést 1961. február 22-én tette meg a Space Task Group a Shepard és két tartaléka jelöléséről.
A repülés eredetileg 1960. április 26-ra lett kitűzve, különböző okok (késések, tervezési problémák, rakétahibák, stb) miatt egyre csak késett, előbb 1960. december 5.-re, majd 1961. január közepére, aztán 1961. március 6-ra, április 25-re, május 2-ra és végül május 5-re. Időközben azonban 1961. április 12-én a Szovjetunióból sikerrel startolt el Jurij Gagarin Vosztok–1 űrhajója, hogy utasával 1 Föld körüli fordulatot tegyen és így ő lett a földkerekség első embere, aki járt a világűrben. A szándékok és az igyekezet ellenére az amerikaiak ismét vereséget szenvedtek. Amerikának mindennél jobban szüksége volt egy sikeres repülésre, hogy ellensúlyozzák az újabb szovjet sikert, még akkor is, ha a saját repülésük technikai értelemben messze nem ért fel az ellenfélével. Shepard reakciója is érdekes volt a szovjet sikerre: amikor meghallotta a Gagarin repülésének és sikerének a hírét, olyan erővel ütött ököllel az asztalba, hogy a vele tartózkodó NASA sajtófelelős azt hitte eltörik a keze.
1961. május 5-én Shepard készen állt arra, hogy felbocsássák. Űrhajóját – NASA-tól kapott jogán – Freedom 7-nek keresztelte (a repülés során ez volt a rádió hívójele). A közvetlen előkészületek hajnali 1:30-kor kezdődtek Cape Canaveralen, egy reggelivel. Az űrhajóba szállás előtt megreggelizett a tartalékával, John Glennel és az orvossal, amellyel máig tartó hagyományt teremtett, mivel startoljon bármikor az űrhajó, a startra való felkészülést mindig szertartásos étkezés előzi meg azóta is (az étrend is hagyományos, bár tudományosan megalkotott: vesepecsenye baconnel, tojásrántotta és narancslé, amely kombináció előnyös az emésztés számára, mivel a legnagyobb része felszívódik, hosszan elhárítja az éhségérzetet és nem készteti az elfogyasztóját hamarosan székelésre). Ezt követte a beöltözés, amely idő alatt Glenn kiment az űrhajóba és nekilátott a beállítások elvégzésének és végső ellenőrzésének. A beöltözés végén Shepardot kivitték az indítóállásba és megkezdődhetett a beszállás. A hosszas műveletet Shepard kuncogása törte meg egy időre, Glenn tréfáján nevetett: a tartalék űrhajós a beállítások során egy kis kartonpapír táblát ragasztott a műszerfalra, „Tilos kézilabdázni ezen a területen (No Handball Playing in This Area)” felirattal, a tábla mellé pedig egy szexmagazin középső lapját ragasztotta. (A berepülőpilótáké, illetve az ebből a körből származó űrhajósoké egy tipikus macsó, katonai közeg volt, ahol a durvább szexuális töltetű tréfák is megszokottak voltak. Glenn ezen tréfája is ebbe a kategóriába volt sorolható, a képpel és a „handball” kifejezéssel virágnyelven az önkielégítéssel ugratta társát.) A tréfa lezárásaként – mikor Shepard nevetéséből nyilvánvaló volt, hogy ült a poén – Glenn benyúlt a kabinba és kiemelte a posztert és a táblát, hogy a repülés során végig működésben levő és a startkor beinduló kamera ne örökítse meg az utókornak a repülés történelmiségéhez nem illő epizódot.
A start késett, több órát, amikor fellépett az űrhajózás-történet egyik legkülönlegesebb problémája, mivel a hosszúra nyúlt várakozás miatt Shepardnak vizelési ingere támadt. Ekkor arra kérte Gordo Coopert, hogy nézzen utána, miként szállhatna ki gyorsan a kabinból. Az irányítást meglepetésként érte a dolog, mivel egy 15 perces repülésre készülve senkiben nem merült fel a tervezés során, hogy erre is fel kell készíteni a rendszert (pl. egy űrruhába épített vizeletgyűjtő zacskóval). Az űrhajós kérését a repülést vezető Wernher von Braun elutasította, túl bonyolult lett volna kiszállni, majd újra beszállni. Az egyetlen megoldásnak az tűnt, ha Shepard bevizel. Ám egyes mérnökök ebben is problémát láttak, az űrruhába épített elektromos rendszerekben a folyadék esetleg rövidzárlatot okoz. A mérnökök javaslatára ezért az űrruha orvosi érzékelőinek rendszerében lekapcsolták az áramot és közölték Sheparddal, hogy elengedheti a vizelet. Shepard kisvártatva a rádióban a következőt közölte az irányítással: Szoal … én most egy vizeshátú vagyok. („Weh-ayl … I'm a wetback now.”), amellyel egyrészt közölte, hogy az „utasításnak” megfelelően tényleg bevizelt, másrészt tréfásan utalt az általa a felkészülés során szokássá lett tréfás utánzásokra, amikor különböző helyzetekben a Bill Dana komikus által megteremtett figura, a spanyol ajkú bevándorlókat parodizáló Jose Jimenez stílusában viccelt el. A probléma nemsokára meg is szűnt, mivel a vizeletet az alsó pamut kezeslábas felitatta, majd a ventilátorokkal folyamatosan keringetett 100%-os tiszta oxigén fel is szárította.
A startot azonban újabb és újabb problémák késleltették. Amikor a Redstone rakéta folyékony oxigéntartályának nyomása váratlanul megemelkedett, a NASA előtt ismét a felszállási folyamat megszakításának lehetősége jelent meg. Shepard ekkor már szokatlanul ingerült hangon kommentálta az eseményt: „Meddig gépészkedtek még, miért nem gyújtjátok meg végre ezt a gyertyát?! (Why don't you fix your little problem, and light this candle.)”. A startra végül a késésekkel 9:34-kor (14:34:13 UTC) került sor. Shepardnak egy mindössze 15 perces repülést kellett teljesítenie – szemben Gagarin 108 perces repülésével –. Először a pilóta feladata mindössze rendszerfelügyeletre korlátozódott. A NASA kezdetben egy teljesen automatizált, előre beprogramozott repülést akart, ahol az űrhajós puszta utas maradt volna, majd ezt az űrhajósok szinte lázadásszerű közbelépésére változtatták úgy, hogy némi feladatot is kapott a pilóta. Először tehát csak a rendszerek működését, illetve a kabinnyomást figyelte Shepard és jelentette folyamatosan az irányításnak. Ezt követte a hajó irányításának művelete, ami utasból űrhajóssá emelte őt. Először a kézi irányítást kellett kipróbálnia. Ehhez manuális kontrollra kapcsolta a kormányrendszert, de egyszerre csak egy tengely körül téríthette ki az űrhajót a helyzetéből. Elsőként a bólintó irányú mozgást próbálta ki Shepard, egy joystick kar előre-hátra mozgatásával a kabin orrát emelte „fel” és „le”. Ezzel a gyakorlattal egyben beállította a megfelelő fékezési pozíciót is. Aztán kipróbálta a legyező irányú (a kabin orrát „jobbra” és „balra” kitérítő mozgást is. Végül a kabin hossztengelye körüli forgatást is kipróbálta az űrhajós, amellyel végül úgy állította be az űrhajója helyzetét, hogy a kabinajtóra szerelt periszkóp a földfelszín felé nézzen, hogy aztán elkezdhesse a Föld-megfigyelési feladatot. A következő feladat egy periszkópon keresztül (a Mercury űrkabinnak még nem volt ablaka) a földfelszín megfigyelése volt. A felszín megfigyelése közben az űrhajó elérte a röppályája csúcspontját 187,5 km magasságon. Shepard feladata a fékezési folyamat beindítása volt ekkor, miután az automatikus repülési módról kézire kapcsolt. A fékezés előtt ellenőriznie kellett a kabin állásszögét, amelynek 34 fokot kellett bezárnia a pályához képest. A manuális irányításra kapcsoláskor 20–25 fok közötti volt az állásszög, Shepard előbb ezt korrigálta a megkívánt 34 fokra. Aztán beindította a fékezőrakétákat, melyek egymás után indultak és lassították a kabint. A légköri fékezés felemésztette a Freedom 7 mozgási energiájának jó részét, ám a leszállás végső fázisában tovább kellett csökkenteni a sebességet és végül stabilizálni az űrhajós süllyedését, amihez egy ejtőernyőrendszer állt rendelkezésre. A mérnökök egy két lépcsőből álló ejtőernyőrendszert építettek be, amely első lépcsőben egy kisebb stabilizáló-kihúzó ernyővel, második lépcsőben egy nagy felületű fékező-teherernyővel oldotta meg a feladatot. Shepard abéli izgalmában, hogy a stabilizáló ernyő nyílását megfigyelje, el is felejtette egy kötelező magasságadat – 80 000 láb (kb. 24 400 méter) – bediktálását, csak az ernyőnyitás után eszmélt és kezdte jelenteni a magasságadatokat, miután az irányítás jelezte neki, hogy szerinte a röppályaadatok a tervezett módon alakulnak. A Mercury–Redstone–3 az Atlanti-óceánon, a Bahama-szigetek mellett szállt vízre 15 perc 22 másodpercnyi repülés után, ahol az USS Lake Champlain hadihajó várta, hogy fedélzetére vegye. Shepard a vízre szállás előtti pillanatokban megoldotta a térdénél levő rögzítőpántokat, kinyitotta a sisakja arcüvegét, valamint lecsatlakoztatta az őt a kabinhoz kötő ellátóvezetékeket.
A mentést követően Shepard a következőket mondta: „nem érezhetem a repülést teljesen sikeresnek, amíg a mentés nem ér véget és nem a leszállás fáj, hanem a vizet érés”. Ez utóbbi megállapítással arra utalt, hogy nem a leszállás során fellépő g erőket érezte megterhelőnek, hanem a vízreszállás zökkenését, amelyet később egy repülőgépes hordozós leszállás terheléséhez hasonlítottak. A mentés egyébként úgy zajlott, hogy egy helikopter repült a vízen úszó űrkabinhoz, kissé megemelte azt, hogy a kabinajtó teljesen a vízszint fölé kerüljön, ekkor Shepard át tudott mászni egy kötélhámba, amellyel a helikopter fedélzetére emelték, majd vele és az űrkabinnal együtt a USS Lake Champlain-re repültek. De a tőle megszokott kissé fanyar gúnyra sem kellett sokat várni tőle. Újságírók kérdezték tőle utólag, hogy milyen érzés volt a Redstone rakéta tetején ülve várni a startot, mire azt a választ adta: „...arra a tényre, hogy ezt az egész űrhajót az az ajánlattevő építette, aki a legolcsóbb árat ajánlotta...”
Shepardot a repülés után nemzeti hősként kezelték, a háborús győzteseknek kijáró konfettiparádéval üdvözölték Washingtonban, New Yorkban és Los Angelesben, majd a NASA Kiváló Szolgálatáért Érdemérmet John F. Kennedy elnök adta át neki.

### Gemini–program
A Mercury-program során még apróbb feladatokat végzett Shepard, így a Friendship 7, az Aurora 7 repülésénél volt előbb Glenn, majd Carpenter CapComja, vagyis az az űrhajós, aki a repülés alatt a rádiókapcsolatot tartja fenn repülő társával, majd a Mercury–Atlas–9-en Cooper tartaléka volt. A NASA még eredetileg tervezett egy Mercury–Atlas–10 jelű repülést, amellyel 3 napra küldtek volna fel valakit és erre a repülésre a teljes Eredeti Hetek csoportja újra kellett volna kezdje a kört, amelynek élén Shepard állt. Már az űrhajónak is nevet adott (Freedom 7 II), amikor négy hónappal a tervezett start előtt a NASA törölte a repülést és lezárta az egész Mercury-programot. Egész egyszerűen a fókusz már a Kennedy elnök által bejelentett holdprogramon és annak segédprogramján, a Gemini-programon volt és az erőforrások elherdálásának számított volna még egy Mercury-repülést teljesíteni, ami egy lépést sem vitte előre a NASA-t a Holdhoz vezető úton.
Shepard átkerült a Gemini-programba és rangidősként meg is kapta Deke Slaytontól a legelső repülés parancsnoki beosztását (az idő közben Mercury űrhajósból személyzeti főnökké előlépett Slayton kiválasztási szisztémájában mindig is ott lappangott a tekintélyelvűség, a szemében egy Mercury veterán sokkal előrébb volt, mint akár egy tehetségesebb újonc a második, vagy harmadik űrhajósválogatási körből és mivel a Mercury űrhajósok közül Shepard számított a legtekintélyesebbnek, neki adták oda az első Gemini repülés jogát is). Még konkrét repülési terv sem volt, de Shepard, oldalán Tom Stafford másodpilótával elkezdte a felkészülést a Gemini űrhajó berepülésére.
1963 végén Shepard furcsaságokat kezdett el tapasztalni magán: nagyon erős szédülés és hányinger jött rá, miközben a füle hangosan csengett. Megpróbálta titokban tartani félvén, hogy esetleg letiltják a repülésről, ugyanakkor tudatában volt, hogy ha egy ilyen rosszullét a levegőben, vagy akár az űrben éri, az halálos is lehet. Időközben Virginia Beachről Houstonba költözött, ahol aztán kénytelen volt bevallani rosszulléteit az időközben főnökévé lett Deke Slaytonnak, aki azt tanácsolta, hogy forduljanak a NASA orvosaihoz. Az orvosok Méniére szindrómát állapítottak meg, egy olyan elváltozást a belső fülben, amelynek hatására az ott termelődő folyadék nyomása megnő a félkörös ívjáratokban és az egyensúlyszerv mozgásérzékelő receptorai is érzékennyé válnak. A betegségre nem volt akkoriban ismert gyógymód, igaz, a betegek 20 százaléka magától meggyógyult idővel. Az orvosok vízhajtót írtak fel a folyadékképződés csökkentésére. A kivizsgálás során a röntgen ráadásul egy göböt talált Shepard pajzsmirigyén, ezért 1964. január 17-én befeküdt a kórházba, hogy műtétet hajtsanak végre rajta, amelyen a Herman Kórház orvosai egy bemetszést ejtettek a torkán, amelyen keresztül kivágták a pajzsmirigye 20 százalékát. Mindezen egészségügyi problémák végül ahhoz vezettek, hogy Shepard elvesztette a repülésre alkalmas státuszát. A Gemini–3 űrrepülés lehetősége is elszállt számára, amelyre aztán Slayton Gus Grissomot és John Youngot jelölte új első számú legénységként.
Az egészségügyileg repülésre alkalmatlanná vált űrhajós ekkor más beosztást kapott. Deke Slayton alatt, aki a teljes NASA legénységi ügyekért felelős vezetője volt (az űrhajósok mellett a kísérleti repülőgépes szakág pilótáéi is) létrehoztak egy Vezető Űrhajós pozíciót, aki az Űrhajós Iroda – a NASA űrrepülési szekciója – vezetője lett és mint ilyen ő felelt az űrhajósok tevékenységének koordinálásáért, különös tekintettel a kiképzésekre és felkészülésre. Emellett Slaytonnal közösen hozták meg a döntéseket, hogy melyik űrrepülésre ki lehet az első számú és a tartalék legénység. 1966-ban az űrhajósok részéről ő volt a tagja a NASA ötödik űrhajósválogatási fordulója kiválasztó bizottságának. A visszaemlékezések szerint Shepard nagyon kétarcú főnöknek bizonyult űrhajós társai számára. Erre a legjobb jellemzést egy tréfás epizód mutatja: Gaye Alford, a titkárnője minden reggel egy napi hangulat című fotót tett ki a falra, hogy az érkezők lássák, hogyan fogadhatja őket a főnök, volt egy mosolygó Al Shepard fénykép és egy mogorva Shepard parancsnok jelű kép. Tom Wolfe is hasonlóan festette le az Űrhajós Irodán uralkodó viszonyokat Az Igazak című regényében, amelyben volt egy Mosolygó Al és egy Jégparancsnok személyiség.
Shepard aktuális hangulata nagyban függött más tényezőkön is. Az űrhajós ezekben az időkben kezdett nagyarányú „üzletelésbe”. Banki befektetéseket eszközölt (például bevásárolta magát és alelnök lett a Baytown Nemzeti Bankban), ingatlanokkal üzletelt, kockázatos olajmezőket vásárolt és táratott fel, vagy állattenyésztésben is érdekelt volt (vásárolt egy ranchot a texasi Weatherfordban, ahol lovakat és szarvasmarhát tenyésztett. Ezekből az üzletekből komoly vagyonra tett szert. Mindez azonban NASA hivatali ideje rovására ment, órákat vett el ezen ügyek intézése a munkaidejéből, amelyet elnéztek neki.

### Apollo–14

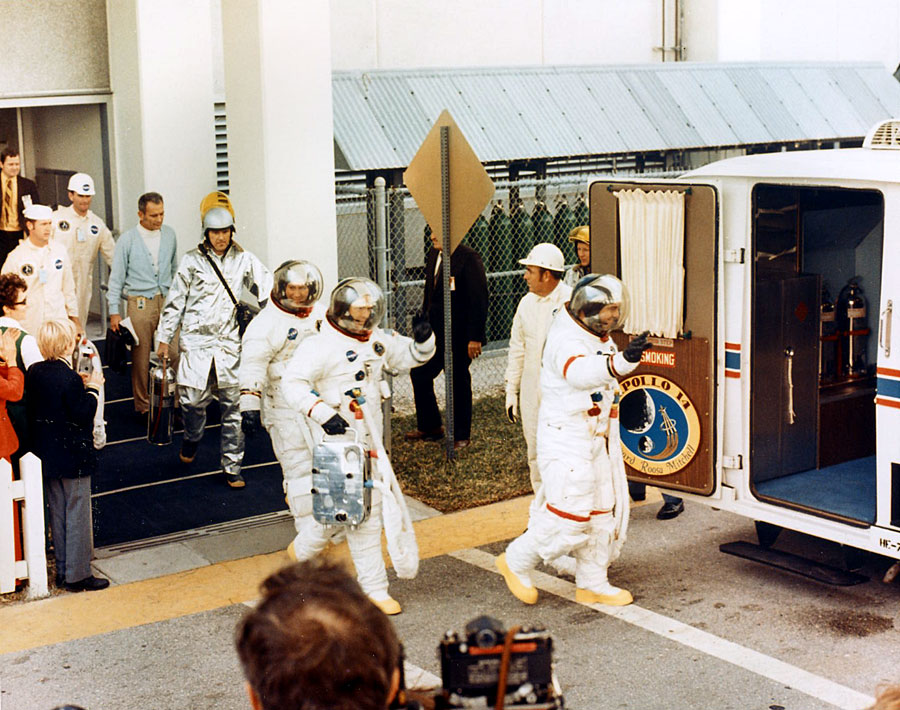
Az Apollo–14 legénysége, élén Shepard parancsnokkal beszáll az őket az indítóállásba szállító kisbuszba

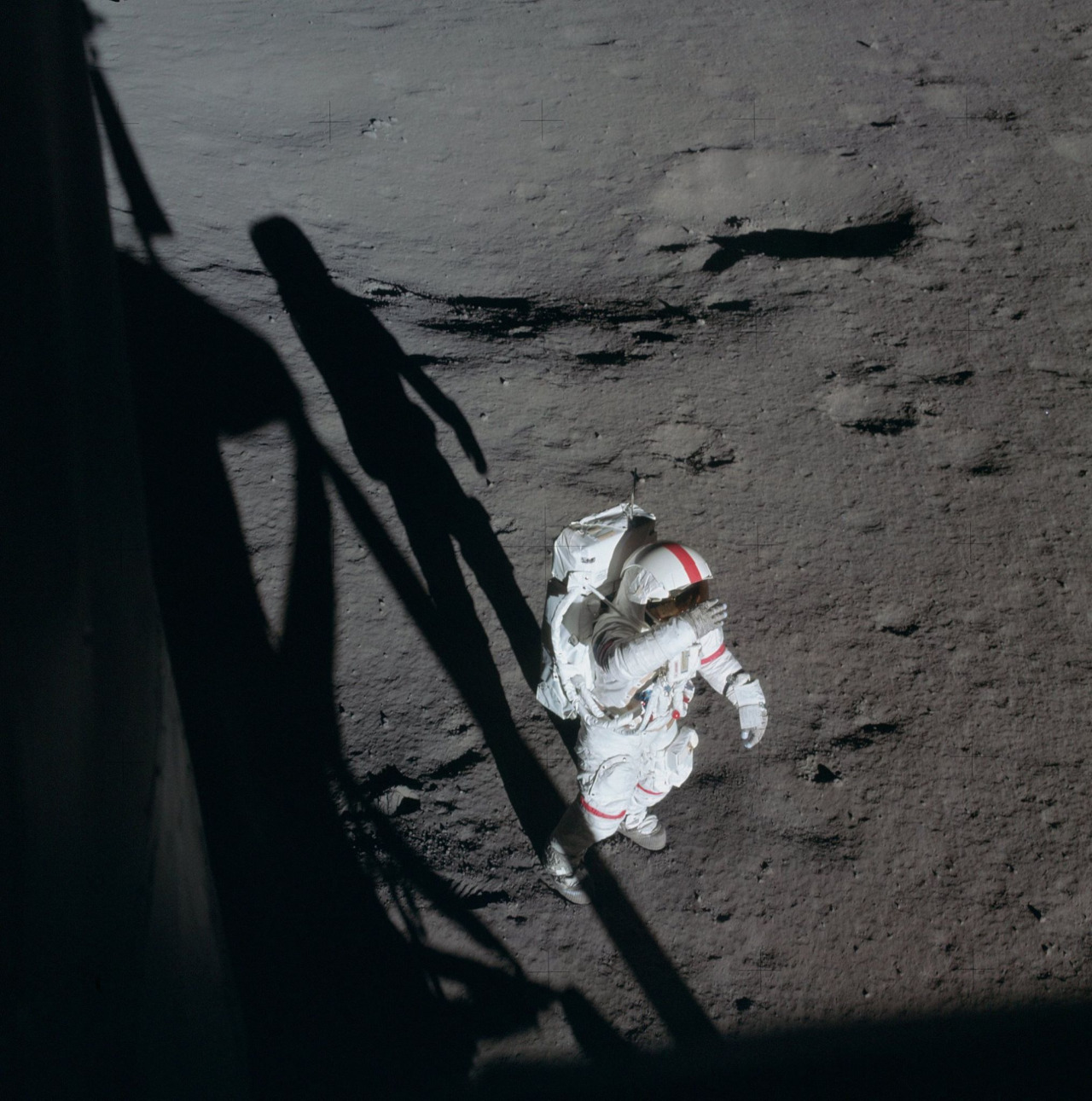
Alan Shepard a Holdon

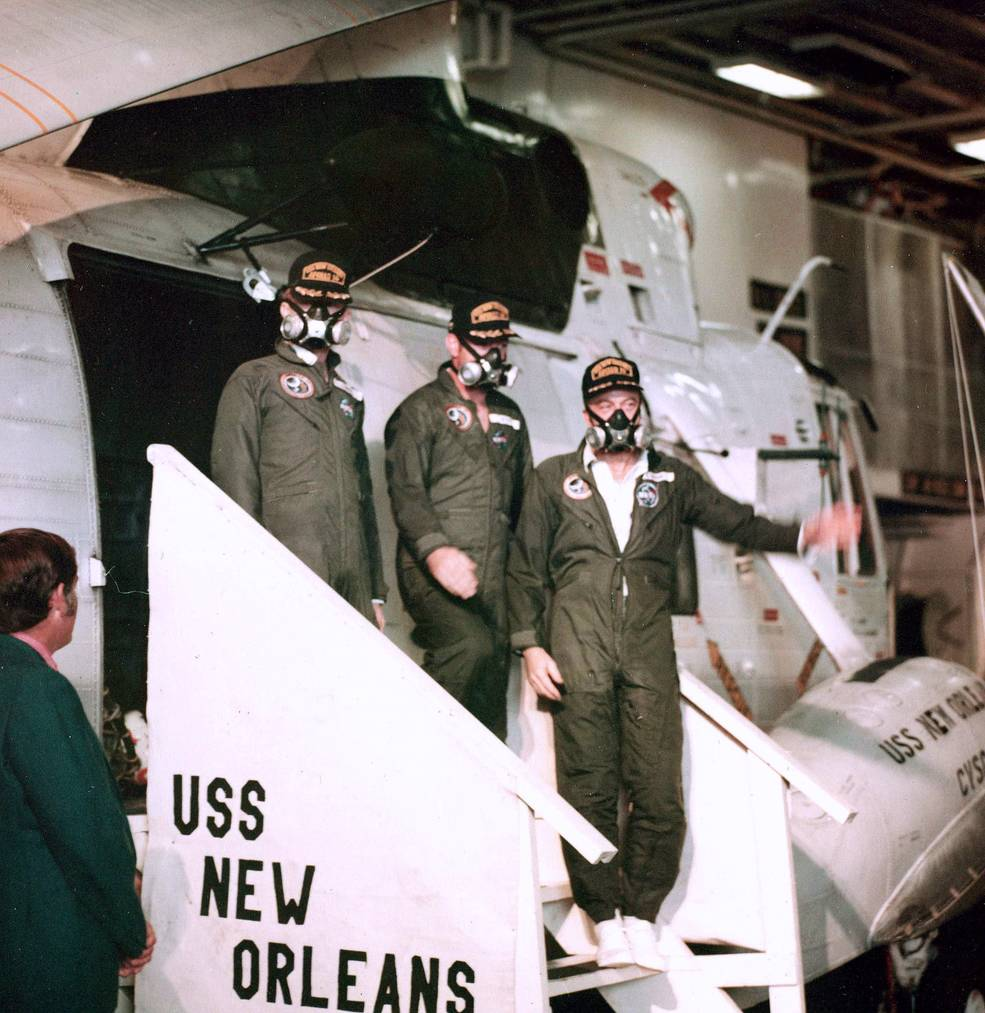
Újra itthon, útban a karantén felé

Valamikor 1968-ban Tom Stafford azzal lépett be Shepard irodájába, hogy hírét vette, hogy egy fül-orr-gégész Los Angelesben kifejlesztett egy gyógymódot a Ménière-kórra. Shepard sebtében Los Angelesbe repült dr. William F. House-hoz, aki elmagyarázta neki az eljárást: fel kell nyitni a koponya csecsnyúlványcsontját és egy apró lyukat kell ejteni az endolymphás zsákon, majd egy söntöt (egy kis csövet) kell bevezetni, amelyen keresztül a folyadék ürülni képes. A műtét akkoriban kockázatosnak számított, de azzal kecsegtette Shepardot, hogy visszakapja az egészségét és a repülési alkalmassági státuszát. Ezért a műtét mellett döntött és 1968. május 14-én a los angelesi St. Vincent Kórházban megműtötték az űrhajóst, aki a hírverést elkerülendő álnéven, Victor Poulosként jelentkezett be az intézetbe. A műtét sikerrel járt és Shepard egy év múlva, 1969. május 7-én visszakapta a repülésre alkalmas minősítését.
Az orvosi alkalmassági státusa visszanyerésével a Vezető Űrhajós beosztásában a hangsúly a „vezetőről” azonnal az „űrhajósra” tevődött át és Shepard Slaytonnal egyetértve azonnal megcélozta az első elérhető Apollo repülést (Slaytonnak bevallottan is volt olyan célja, hogy valamelyik Mercury űrhajósnak el kell jutnia a Holdra). Slayton ezért az íratlan legénységi rotációs rendszert mindenestől felfordítva, azonnal az Apollo–13 parancsnokául jelölte Shepardot, annak 1970-re tervezett repülésére. Legénységként az újonc Stu Roosat kapta parancsnoki egység pilótaként és a szintén újonc Ed Mitchellt holdkomppilótaként (eredetileg Jim McDivittet kérte Slaytontól a holdkomppilóta posztjára, ám az Apollo–9 parancsnoka vonakodott, hogy visszalépjen parancsnoki státuszából a legénység legalacsonyabbra taksált beosztásába, emellett egyébként is körvonalazódott számára, hogy ő lehet az Apollo-program vezető menedzsere, Sam Phillips tábornokot váltva a program hátralevő részében). A legénységkiválasztás eme rendkívüli módja még egy helyen jelentett problémát. Amikor Slayton felterjesztette az Apollo–13 jelölését (és a NASA egyébként is elszenvedte azt a PR botrányt, amelyet Gordo Cooper keltett, aki az Apollo–10 tartalékaként a parancsnoki poszt várományosa volt és óriási negatív sajtóvisszhangot keltve, dirrel-dúrral, sértetten távozott is a NASA-tól) a washingtoni központban ülő vezetők, George Muellerrel az élen az idők során először és utoljára visszadobták a felterjesztést mondván, hogy a legénység túl tapasztalatlan. Slayton erre azt az alternatív megoldást vázolta, hogy előre hozzák az Apollo–11 tartalék legénységét az Apollo–14 helyett a –13-ra, így Jim Lovell, Fred Haise, Ken Mattingly trió eggyel előbb repülhet, és a Shepard-féle legénység majd az Apollo–14-gyel eggyel később repül, addig is kiképzésre fordítva az így nyert plusz időt.
Az Apollo–13 és –14 más módon is ezer szálon kapcsolódott később össze. Az Apollo–13 repülésen felrobban az űrhajó műszaki egységében elhelyezett oxigén tartály, ami miatt a repülés kis híján katasztrófába torkollott, céljai meghiúsultak. Az események ilyetén alakulása nyolc-kilenc hónappal eltolta az Apollo–14 startját. De sokkal nagyobb horderejű összefüggés volt, hogy bár a –14 eredetileg a Littrow térségbe indult volna, a tudósok úgy vélték, hogy az Apollo–13 Fra Mauro-beli leszállóhelye sokkal fontosabb nekik, mint más leszállóhelyek, ezért a NASA úgy döntött, hogy a –13 leszállóhelyét jelöli inkább még egyszer a –14 számára is, így Shepardéknak a Fra Maurora kellett leszállniuk.
A harmadik Holdra szálló űrhajó 1971. január 31-én startolt el Cape Canaveralről, fedélzetén az Alan Shepard, Stu Roosa és Ed Mitchell űrhajóstrióval. Az út tétje az volt, hogy tökéletes repülést kellett bemutatniuk, mert az Apollo–13 kudarca és majdnem katasztrófája után akár az egész Apollo-programot leállíthatták volna a politikusok, a NASA nem engedhette meg magának, hogy újabb kudarcot kelljen bejelentenie. Ezzel együtt egy sor apróbb, kis híján repülésmegszakítással járó hiba ütötte fel a fejét. Először a holdirányra állást követően a parancsnoki hajó és a holdkomp összekapcsolásánál lépett fel egy olyan rendellenesség, hogy csak a hatodik kísérletre és némi erőszakkal sikerült a két űrhajóegységet összekapcsolni, hogy a Holdhoz repülhessenek. A következő hiba szó szerint Shepard kezei alatt ütötte fel a fejét. Már a Holdnál voltak és szétvált a leszálláshoz az Antares holdkomp és a Kitty Hawk parancsnoki egység, amikor kiderült, hogy a holdkomp komputerének hibás a billentyűzete és nem lehet betáplálni a leszálló programot. Az irányítás megtalálta a megoldást, hogyan kerüljék meg a hibás billentyűt és Shepard folytathatta a leszállást. A veterán űrhajós kitett magáért, hajszálpontosan szállt le (ha az Apollo–12 165 méteres pontosságú leszállása szenzációs és lelkesítő volt, akkor Shepard 54 méteres pontosságú leszállása is megérdemelte a fantasztikus jelzőt).
Következett a pillanat, amikor Shepard ötödik emberként léphetett a Hold felszínére, 1971. február 5. volt ekkor. Ahogy korábban Pete Conrad bebizonyította, hogy a NASA nem szól bele abba, hogy a Holdra lépéskor mit mondanak az űrhajósai, az Apollo–14 parancsnoka is rá oly jellemző mondattal lépett a Hold porába: „Oké, Al a felszínen van. Hosszú volt az út, de itt vagyunk” – kissé egoista módon ezekkel a szavakkal lépett a holdfelszínre, nem is túl burkolt utalást téve arra, hogy 9 év 10 hónap és 10 nap telt el azóta, hogy a Mercury-Redstone–3-mal fenn járt az űrben.
Lévén az Apollo–14 is – hasonlóan az Apollo–12-höz – H-típusú repülés, a tervekben két holdséta szerepelt, különböző tematikájú feladatokkal. Az első holdsétán néhány előzetes kőzetmintavétel (köztük a szokásos biztonsági mintavétel, amelyet rögtön a kiszállás után közvetlenül kellett a parancsnoknak zsákba gyűjtenie, hogy egy esetleges idő előtti vészstart esetén is legyen valamicske kőzetminta a leszállóhelyről) mellett a legfontosabb feladat az ALSEP felállítása volt. A kiszállást követően és a biztonsági mintavétel alatt Shepardot elöntötte a hely iránti túláradó csodálat és megállíthatatlanul beszélt az irányításnak, hogy leírja a leszállóhelyet. A fő feladat is hamar elkövetkezett, Mitchellel távolabb vitték a műszercsomagot és az azt meghajtó SNAP–27 plutóniumgenerátort, majd felállították szép sorjában a műszereket. Az ALSEP felállítási helyéről visszatérőben a holdkomphoz Shepard megállt egy a hely kőzeteit reprezentatívan tartalmazó térségben és kőzeteket gyűjtött, köztük pl. két futball nagyságú kőzettel (a Fra Mauro megismerése azért volt fontos a tudósok számára, mert az előző két leszállás mare [holdtenger] területeken volt, azaz a Hold történetének legfiatalabban keletkezett térségeiben, míg a Fra Mauro az ősi holdkéreg kőzetlemezeinek egyik háborítatlan darabjának látszott, az égitest keletkezésének idejéből ígérve kőzetmintákat). A holdséta másik fontos művelete volt, hogy az űrhajósok felállítottak egy színes tévékamerát (pontosan ugyanolyat, amely az Apollo–12-n utazott és amelyet Alan Bean véletlenül elrontott), így a tévénézők először élvezhették teljesen realisztikusan egy holdséta képeit, igaz, hogy a közvélemény érdeklődése azonban addigra jelentősen megcsappant a holdexpedíciók iránt.
A második űrsétán jött el az expedíció fő attrakciója, amiért pont a Fra Mauro volt az, ahová az űrhajót küldte a NASA. Az előzőekben már leírtak szerint a Fra Mauro a Hold keletkezésekori, ősi kőzetlemezen feküdt, amelyet későbbi becsapódások kráterei szaggattak fel. Egy ilyen kráter kellett a NASA-nak, mivel egy-egy ilyen becsapódás mélyebbre fúr a kőzetben és az anyagkidobódása a felszínre hozza a mélyebben levő kőzeteket is, csak le kell hajolni és összeszedni. A kitüntetett krátert Cone-kráternek hívták, ezt kellett közelről meglátogatnia Shepardnak és Mitchellnek, a három holdexpedíció közül a leghosszabb távot bejáró holdsétán. Az űrhajósoknak azonban gondjai akadtak a tájékozódással. Ugyan volt velük egy fotótérkép, amelyet műholdfotókből szerkesztettek, ám Shepardék sehogysem tudtak eligazodni a felszínen, sehogysem tudták azonosítani azt amit láttak azzal, amit a fotó felülről mutatott. A fő célpont, a kráter irányát nem volt nehéz megtalálni – a becsapódás által felgyűrt felszín egy nagy dombként jelent meg számukra – hosszasan gyalogoltak is felé, felmásztak a domboldalra, ám magát a kráterperemet nem sikerült megtalálni, ahonnan belenézhettek volna a mélyedésbe is. Az idejük végül elfogyott és dolgavégezetlenül kellett visszamenniük a holdkomphoz. Tetézte a bajt, hogy később a tudósok megállapították, hogy a Shepardra bízott mintavételek meglehetősen trehány, hányaveti, nem kellő odafigyeléssel végzett módon történtek és a hazahozott mintakollekció eléggé értéktelen volt. Shepard egoja, amely nem szívelte különösebben a kőzettant, inkább az volt a lényeg, hogy eljusson a Holdra és nem az, hogy mit csinálhat ott, ismét felülkerekedett.
Utolsó epizódként, mielőtt bepakoltak volna a holdkompba és visszamásznak még egy kisebb performanszra maradt idő a parancsnok részéről. Shepard hatalmas golfrajongó volt és a Holdra felvitt személyes tárgyai között az űrruha egyik zsebében ott lapult egy golfütőfej (egy acél 6-os) és egy könnyű kis golflabda. Az ütőfejet felerősítette egy univerzális szerszámnyélre, majd megpróbálta elütni a golflabdát, hogy ő lehessen az első ember, aki golfozott a Holdon. Az űrruha adta korlátok között nem lehetett szó szabályos golfütésről, csak amolyan egykezes lengőről, amellyel elsőre „luftot is ütött” a parancsnok, hogy aztán a másodszorra eltalált labda pár tucat méterre repüljön (bár Shepard úgy kommentálta, „Csak száll, száll, mérföldekre!”). Ezt követően a szokásos fordított sorrendben előbb Mitchell, majd Shepard visszamásztak az Antaresbe, hogy hazainduljanak a Földre.
Shepard parancsnokként 33 órát töltött a Hold felszínén, egyúttal ő volt az Apollo-program legidősebb űrhajósa, az ötödik ember a Holdon, tréfás performansza révén pedig ő vált az első emberré, aki golfozott a Holdon.

## NASA utáni pályafutása

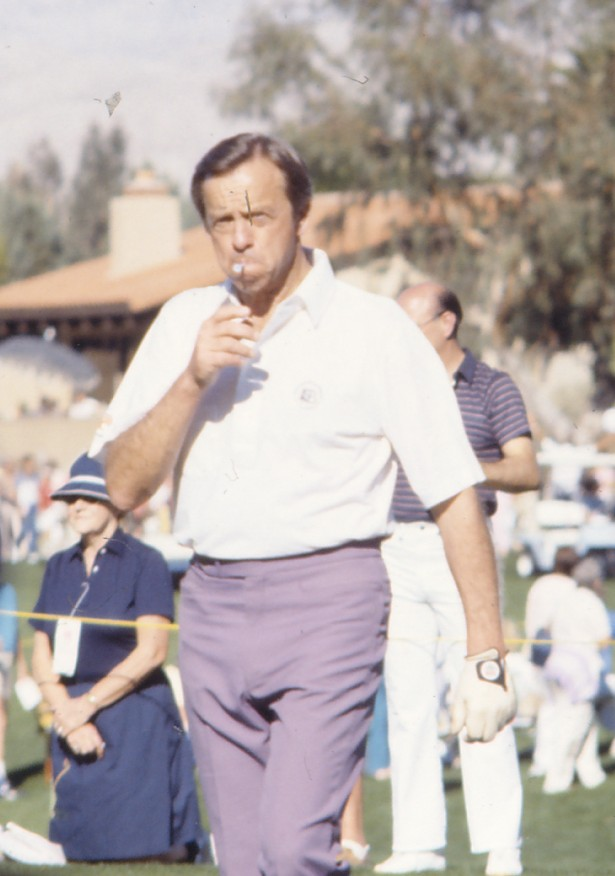
1986-ban, Bob Hope vendégeként

Az Apollo–14-t követő karantén és a repülés utáni kiértékeléseket követően 1971 júniusában Shepard visszatért az Űrhajós Iroda Vezető Űrhajós státuszához. Ezt követően röviddel Richard Nixon felkérte, hogy legyen az Az ENSZ 26. közgyűlése amerikai delegátusának tagja, amely megbízatást 1971 szeptembere és decembere között töltötte be. Nixon 1971. augusztus 26-án altengernaggyá léptette elő, amellyel ő lett az első űrhajós, aki ilyen rangot kapott (korábban Jim McDivitt-et léptették elő egycsillagos tábornokká – dandártábornokká (brigadier general) –, amely azonos szintű katonai rendfokozat volt, ám McDivitt a Légierőnél kapta ezt, ahol más megnevezéseket használnak, mint a haditengerészetnél a rendfokozatokra). Végül Shepard 1974. július 31-én szerelt le a haditengerészettől és lépett ki ugyanakkor a NASA kötelékéből is.
A két testületből való kiválásával Shepard a családja felé fordult, megpróbált minél több időt szentelni nekik. Emellett több cég igazgatótanácsában is helyet kapott. Egyrészt saját cégeinek esernyő szervezetében, a Seven Forteen Enterprises Inc. társaságban töltött be elnöki pozíciót (amelyet két repülése a Freedom 7 és az Apollo–14 után nevezett el). A saját cégei továbbra is a korábban beindított nyomvonalon, a banki és az ingatlan szektorban működtek és vagyonos emberré tették a korábbi űrhajóst. Igazgatói pozíciót töltött be a National Space Instituteben (Nemzeti Világűr Intézet) és a Los Angeles Ear Research Instituteben (Los Angelesi Fül kutatási Intézet). 1984-ben a Mercury Hetek többi tagjával és Betty Grissommal, Gus Grissom özvegyével megalapították a Mercury Seven Foundationt (Mercury Hetek Alapítvány), amely a természet- és mérnöki tudományokban továbbtanuló diákoknak nyújt ösztöndíjat (később, 1995-ben az alapítványt átnevezék Astronaut Scholarship Foundationra (Űrhajós Ösztöndíj Alapítvány), amelyben Shepardot jelölték az elnöki posztra először és amelyet 1997 októberéig töltött be, hogy aztán Jim Lovell kövesse őt.
1994-ben Jay Barbree és Howard Benedict írókkal közösen kiadta a Moon Shot: The Inside Story of America's Race to the Moon (Eltalálni a Holdat: bennfentes story Amerika versenyéről a Holdért). Még a kiadás évében tévésorozat is készült a műből.

## Repülések
(zárójelben a repülés dátuma)
- Mercury–Redstone–3 (Freedom 7)  – (1961. május 5.)
- Apollo–14  – (1971. január 31. – 1971. február 9.)

## Magánélete és halála

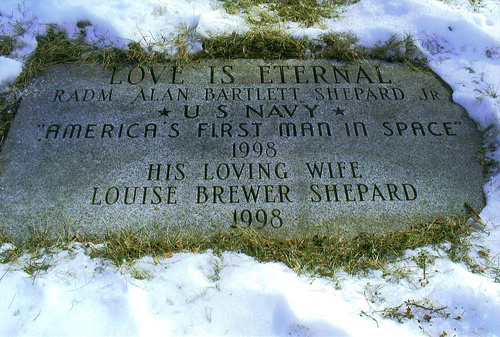
Shepard és felesége emléktáblája szülővárosában, Derryben

Az annapolisi évek alatt az 1942-es téli szünetet a hugával töltötte, aki akkoriban a Principia College hallgatója volt és a háborús megszorítások miatt nem tudott hazautazni. Itt ismerkedett meg Louise Brewerrel, akinek a szülei béresek voltak a dúsgazdag duPont család farmján és Shepard anyjához hasonlóan a Keresztény Vallás szentháromságtagadó szekta tagjai voltak. Az Akadémia 1944 júniusi elvégzését követően hamarosan Shepard titokban eljegyezte Louise-t.
Amikor Shepard 1945 februárban visszatért az USA-ba a USS Cogswellel, annak nagyjavítására, 1945. március 3-án feleségül vette Louse-t a delaware-i Wilmingtonban, az ottani St. Stephen's luteránus templomban. Shepard tanúja saját édesapja, Bart volt. A háborút követően a párnak két lánygyermeke született: Laura 1947-ben és Julie 1951-ben. 1956-ban Louise nővérének váratlan halálakor magukhoz vették annak ötéves lányát, Judith Williamst is, akit saját gyerekükként nevelték, habár sosem adoptálták hivatalosan (a kislány nevét Judithról Alice-re változtatták meg, hogy ne keverjék össze könnyen saját Julie nevű lányukkal). A két lányuktól később 6 unokájuk született.
Alan és Louise Shepard házassága tipikus pilótaházasság volt: a férj rengeteget volt távol a munkája miatt. Amikor például hordozós szolgálatot teljesített, hat-kilenc hónapos bevetésekre ment és hagyta hátra a feleségét. Ezidőtájt reppentek fel olyan pletykák, hogy például a földközi-tengeri út során Shepard nagyon is nőcsábász attitűdöt mutatott, de később, a cape canaverali évek során is számos történet keringett az ünnepelt űrhajósok körül muslincaként keringő könnyű nőkről és arról, hogy melyik űrhajós milyen könnyen kapta meg őket. Louise inkább úgy döntött, nem vesz ezekről a pletykákról tudomást, még azután sem, hogy Tom Wolfe Az Igazak című műveáben ezt a témát is alaposan megszellőztette. Az említett 1948-as USS Franklin D. Roosevelt anyahajón a Földközi-tengeren tett útja során vette fel azt a szinte rituális szokást, hogy minden nap, 17:00-kor hívja fel a feleségét. 
Amikor leszerelt a haditengerészettől és elhagyta a NASA-t, Shepard láthatóan be szeretett volna pótolni valamit abból az időből, amit korábban elvett a családjától és amennyit csak tudott a gyermekeinek szentelni. Julie-t, Laura-t ás Alice-t rendszeresen elvitte NASA eseményekre, így a lányok gyakran voltak az egyetlen űrhajós gyermekek, akik részt vettek az ilyen rendezvényeken. Más alkalommal Coloradoba vitte őket, hogy síelni tanítsa a lányokat. Egy alkalommal repülőgépet bérelt, hogy a lányait és pár barátjukat a Texasból egy Maine állambeli nyári táborba vigye. Feleségére is megpróbált több időt szánni. Az Apollo–14-et követően például minden évben magával vitte a Párizsi Légiszalonra, vagy Ázsiába tett útjaira. 
1996-ban krónikus limfocitás leukémiával diagnosztizálták, amellyel két évig küzdött, majd a betegség komplikációiba halt bele 1998. július 21-én a kaliforniai Pebble Beachen. Felesége úgy tervezte, hogy férjét hamvasszák el, majd a hamvakat szórják szét, ám váratlanul 1998. augusztus 25-én alig több mint egy hónappal később maga is elhunyt szívrohamban, véletlen egybeesésként éppen 17:00-kor, férje korábbi szertartásos telefonhívásainak idejében. A család úgy döntött, hogy mindkettejüket elhamvasztják és a hamvakat együtt szórják szét. Ebben a haditengerészet is szerepet vállalt: egy helikoptert bocsátott rendelkezésre, hogy a hamvakat arról szórják a tengerbe a pár pebble beach-i otthona előtt Stillwater Cove-nál.

## Díjai és tagságai

### Díjak
- Kongresszusi Világúr Becsület Érdemérem – 1978[96]
- Amerikai Teljesítmények Akadémiája Aranytányér – 1981[97]
- Langley Aranyérem – 1964 [8][98]
- John J. Montgomerry Díj – 1963[8][99]
- Lambert Trófea – 1971 [8]
- SETP Iven C. Kincheloe Díj – 1971[100]
- Cabot Díj – 1971[8]
- Collier Trófea – 1971[8]
- New York City városának Aranyérme – 1971[8]
- Tiszteletbeli diploma a Dartmouth Collage-tól – 1962[66]
- Tiszteletbeli diploma a Miami Egyetemtől – 1971[66]
- Tiszteletbeli doktori cím a Franklin Pierce Collage-tól – 1972[66]

### Tagságok
- Nemzeti Repülési Hírességek Csarnoka – 1977[101]
- Nemzetközi Világűr Hírességek Csarnoka – 1981[102]
- Egyesült Államok Űrhajósai Hírességek Csarnoka – 1990[66]

### Tiszteletből róla elnevezett objektumok
- USNS Alan Shepard (T-AKE-3) ellátóhajó[103]
- McAuliffe-Shepard Discovery Center, a new hampshire-i Concordban álló űrmúzeum, amelynek egyik névadója ő, a másik Christa McAuliffe, a Challenger-katasztrófa egyik űrhajósa[104]
- Interstate 565 országút az alabamai Huntsville mellett, ahol az U.S. Space & Rocket Center és benne a Saturn V egyik példánya került kiállításra, az út hivatalosan az „Alan Shepard admirális országút” nevet kapta[105]
- Interstate 93 országút, amely New Hampshire-ben fut a massachusetts-i államhatártól Hookseitig, szintén az „Alan Shepard országút” nevet kapta.[106]
- A virginiai Hampton egyik utcája is az ő nevét viseli: Alan Shepard Boulevard[107]
- Szülővárosa Derry is egy vele kapcsolatos becenevet, Space Town (Világűr város) kapott[108]
- A derry-i postahivatal épületét is hivatalosan Alan Shepard Jr. Postahivatali Épületnek nevezik[109]
- a floridai Cocoa Beachen az Alan Shepard Park kapta a nevét róla Cape Canaveralen[110]
- Virginia Beach városának – ahol Shepard a Freedom 7 repülésének idején élt – konferenciaközpontját nevezték el Alan B. Shepard Konferencia Központnak (melyet később Alan Shepard Városi Központra kereszteltek át)[111]
- Shepard alma materének, a Pinkerton Akadémia egyik épületének adták az űrhajós nevét, illetve az iskola focicsapata is az Astros nevet viseli őrá is emlékezve[66]
- Az illinoisi Palos Heightsben középiskolát neveztek el róla: Alan B. Shepard High School (asz iskola újságjának címe Freedom 7)
- a Blue Origin űrvállalat róla nevezte el új rakétáját a New Shepardot.[112]

### Egyéb
- 2011-ben a NASA posztumusz adta ki a Ambassador of Exploration Award díjat (a Felfedezés Nagykövete Díj) adva át Shepard családjának, amely díj egy holdkőzetet is tartalmazott egy átlátszó műanyag tárolóban. A díjátadásra az annapolisi haditengerészeti akadémia múzeumában, ahol a díjat végül ki is állították.[113]
- a Space Foundation és az Astronaut Memorial Foundation minden évben odaadományozza az Alan Shepard Technology in Education Award díjat (Alan Shepard Technológia az oktatásban díj).
- 2011-ben a USPS kibocsátott egy alkalmi bélyegblokkot, az első olyan amerikai bélyegként, amely egy meghatározott űrhajóst ábrázol.[114]

## Megjelenése a kultúrában

### Film
- 1965 Brit TV sorozat Thunderbirds címen – egy Alan Tracy nevű karaktert neveztek el Shepard után.[115]
- 1983 film Az Igazak – Scott Glenn alakításában.[116]
- 1998 HBO minisorozat A végtelen szerelmesei – Az Apollo-program – Ted Levine alakításában.[117]
- 2001-es nyitókép a Star Trek: Enterprise c. filmben.[118]
- 2002-as film Race to Space – Mark Moses alakításában.[119]
- 2005-ös BBC TV sorozat Space Race – Todd Boyce alakításában.
- 2007–2012 BioWare videojátéksorozat Mass Effect – főszereplő Shepard parancsnok utána lett elnevezve[120]
- 2015-ös ABC TV sorozat Űrhajós feleségek klubja (The Astronaut Wives Club) címen – Desmond Harrington alakításában[121]
- 2016-os film a A számolás joga (Hidden Figures) – Dane Davenport alakításában.[122]
- 2020-as Disney+ TV sorozat Az Igazak címen – Jake McDorman alakításában.[123]*

A Tom Wolfe Az Igazak című bestselleréből „Shepard Imája” afféle szállóigévé vált az idők során, természetesen sok ilyenhez hasonlóan tévesen. A közemlékezet szerint, ahogy az űrhajós a Freedom 7 felszállására várt eképpen imádkozott: „Édes Istenem, add hogy el ne basszam”. Ezzel szemben a pontos idézet így hangzik a műből: „El ne baszd, Shepard”.

### Könyv
- Deke Slayton, Alan Shepard, Jay Barbree: Moonshot: The Inside Story of America's Race To The Moon (Eltaláni a Holdat: Egy bennfentes story Amerika versenyéről a Holdért – 1994. 	Turner Publishing (ISBN 9781878685544)
- L. Gordon Cooper Jr., Virgil I. Grissom, Wally Schirra, Alan B. Shepard, Donald K. Slayton, John Glenn, Scott Carpenter: We Seven: By the Astronauts Themselves (Mi heten: Az űrhajósok önmagukról) – 2010. Simon & Schuster (ISBN 9781439181034)

## Galéria

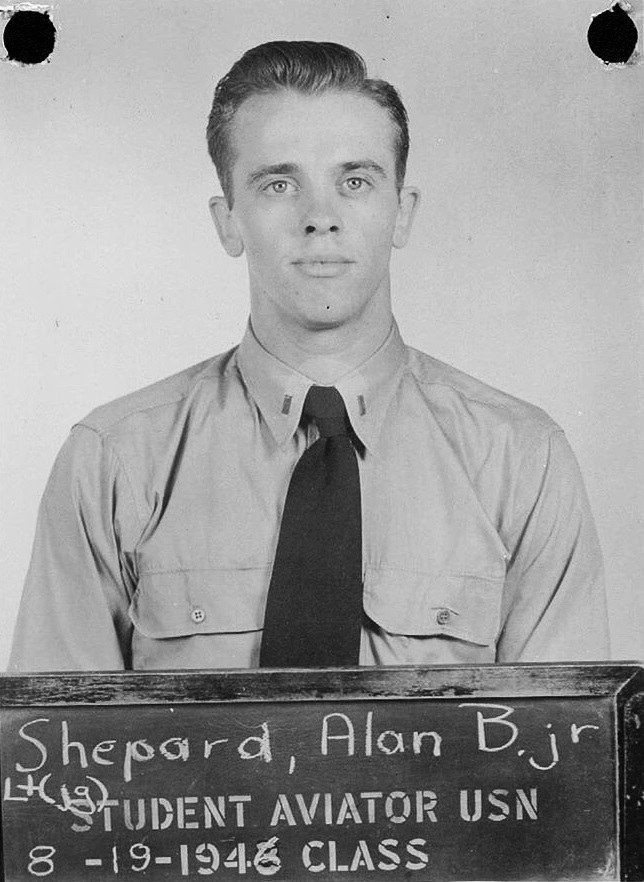
Shepard, mint pilóta növendék, 1946-ban
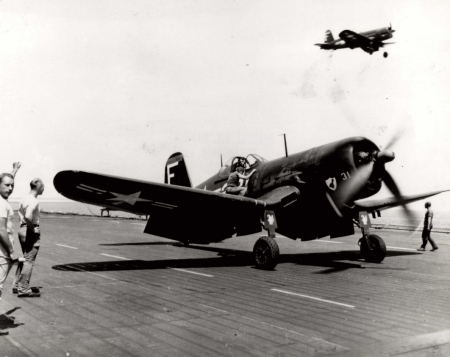
Harci feladatra indulván F4U Corsair gépével a USS Franklin D. Roosevelt anyhajóról
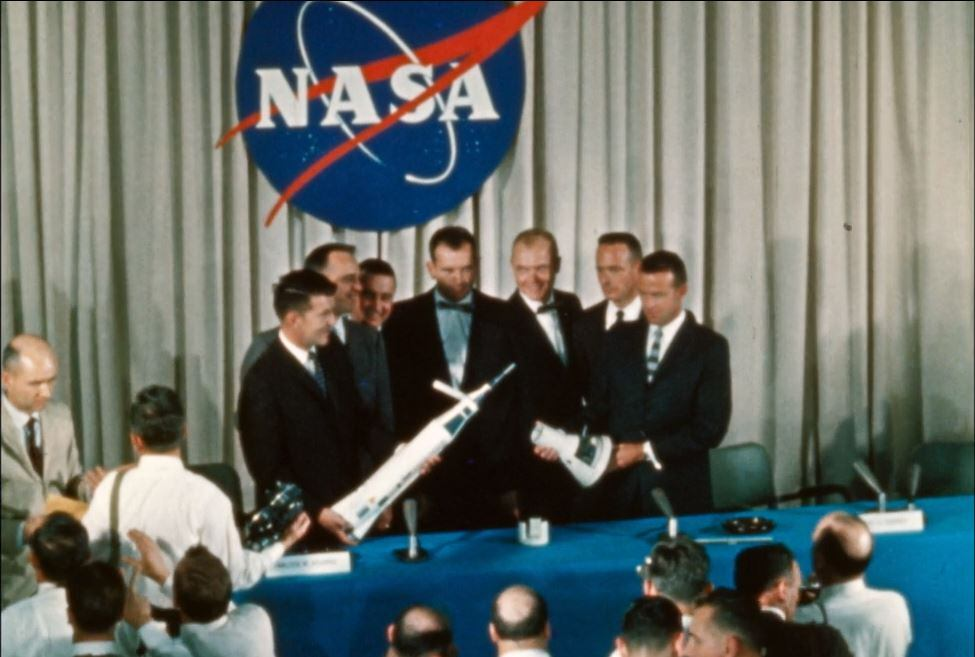
A NASA bejelenti hét új űrhajósjelöltjét 1959-ben (balról a második)
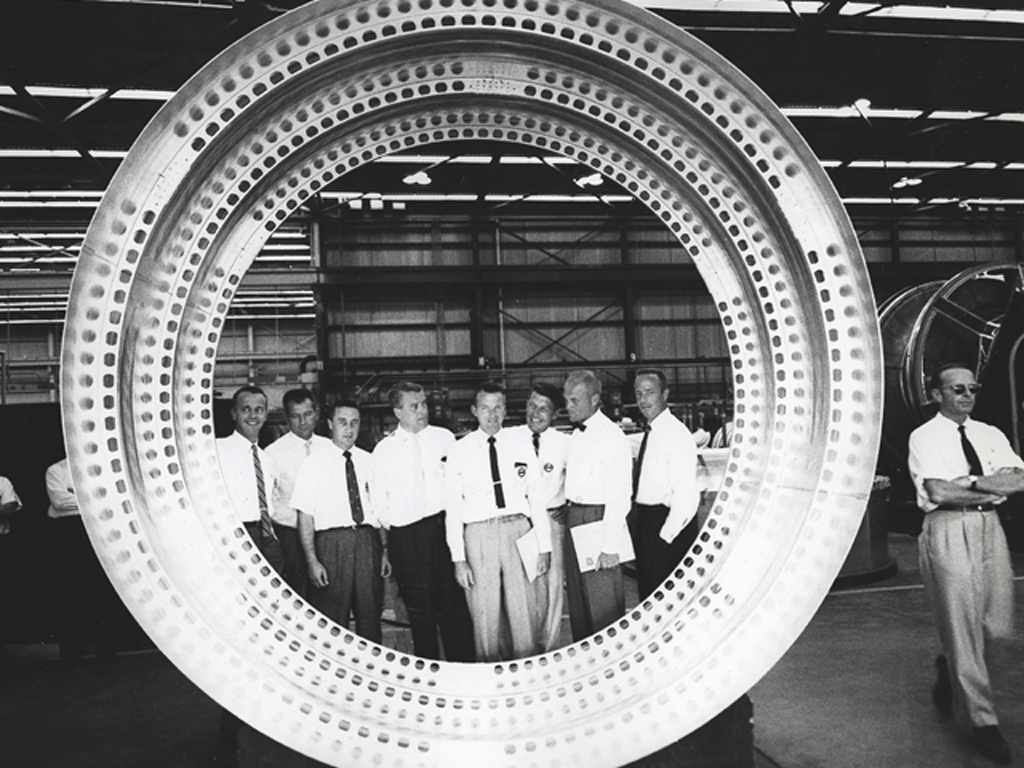
Az Eredeti Hetek egy rakétaalkatrész mellett Wernher von Braunnal (balról az első)
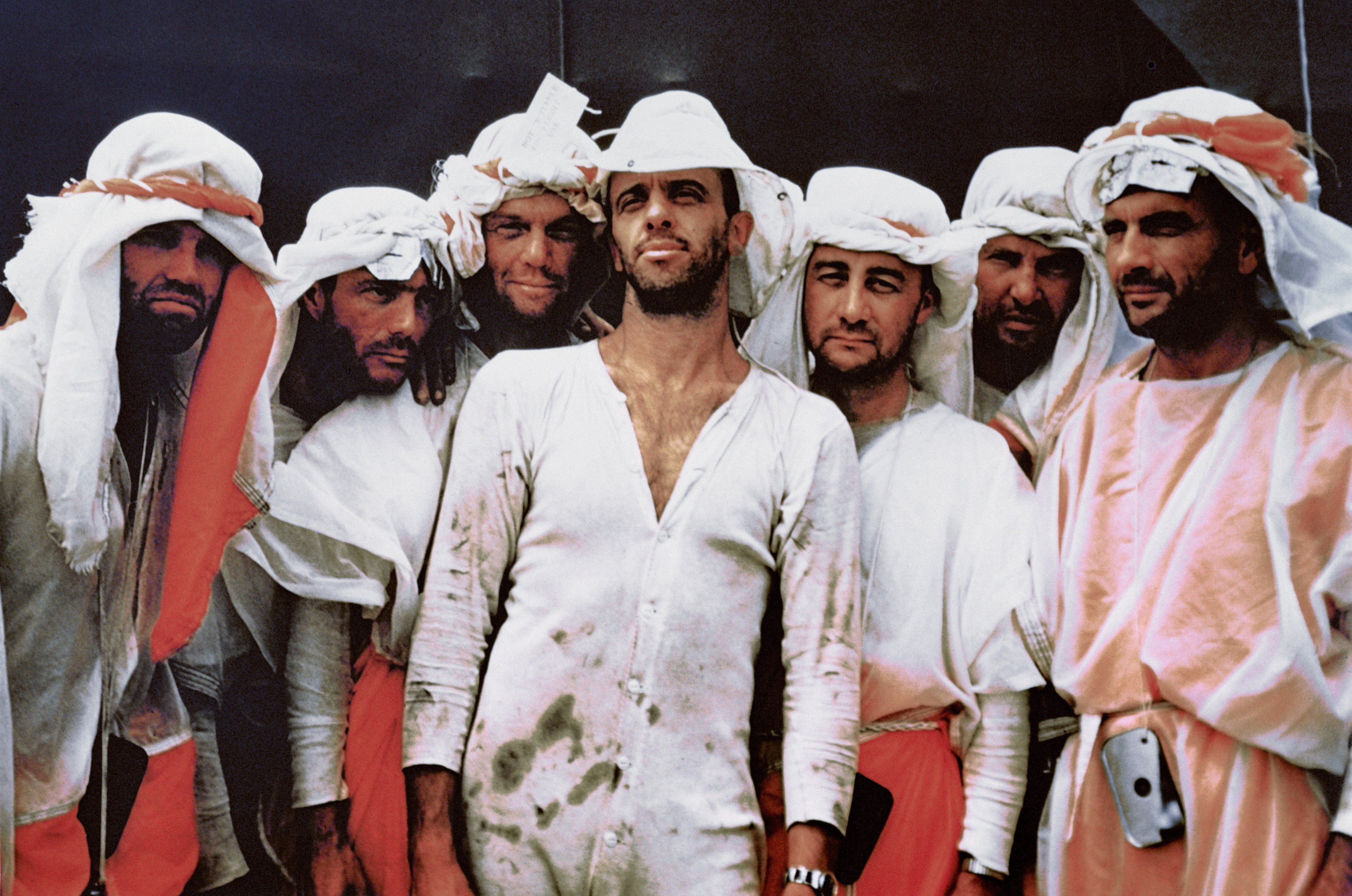
Sivatagi túlélő gyakorlaton
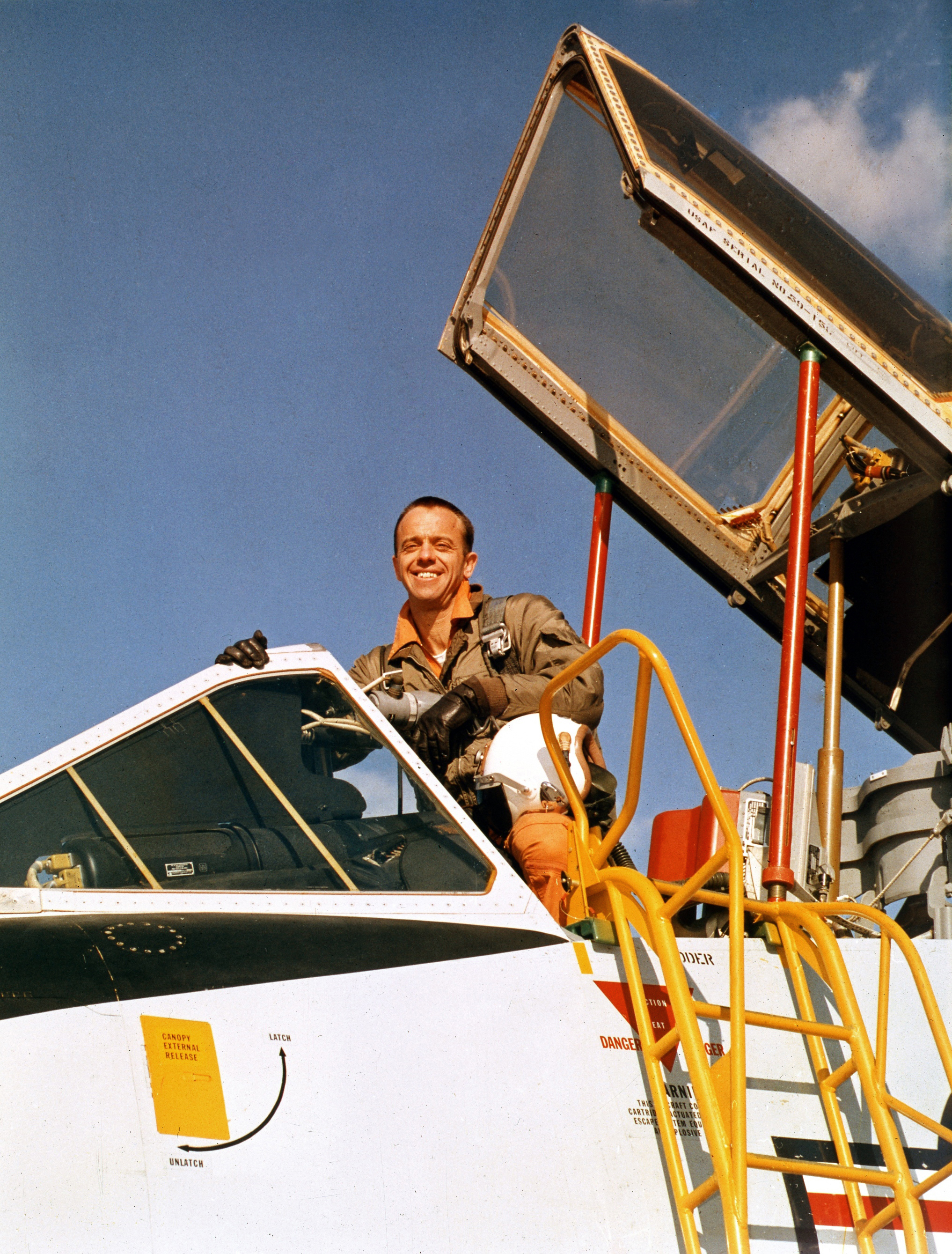
Egy F–106 cockpitjében már az űrhajós kiképzés során
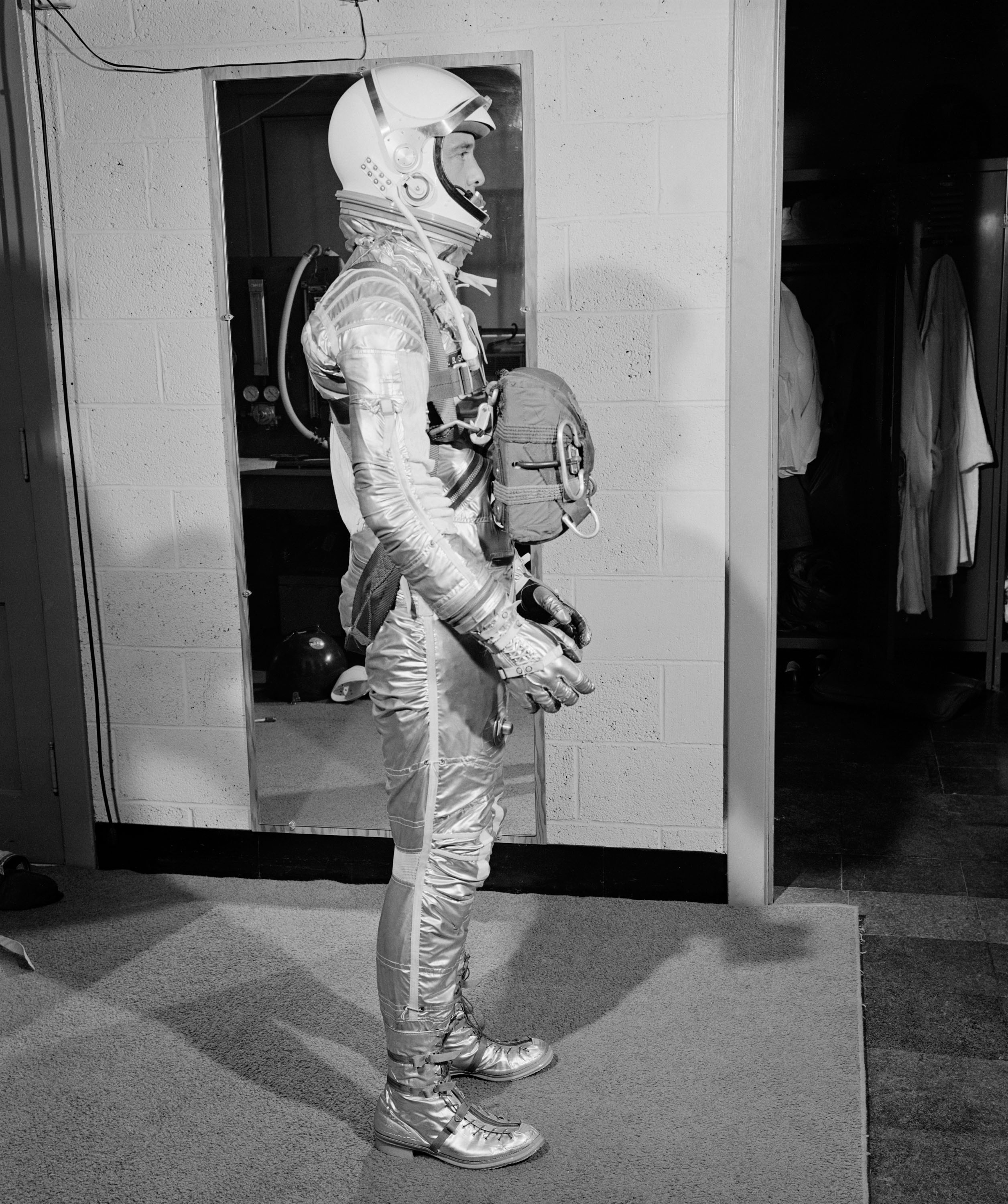
A Mercury űrruha próbáján
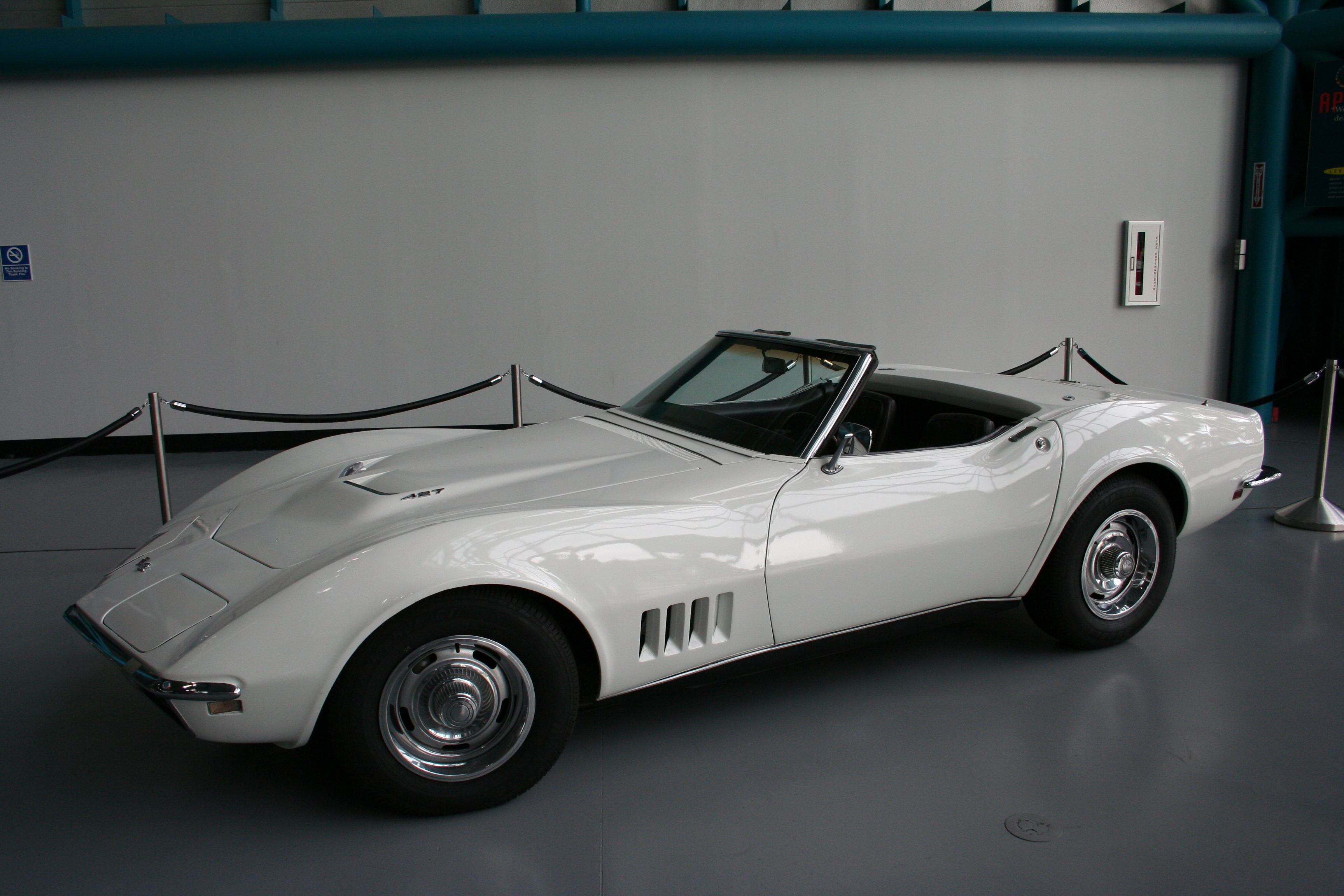
A legendás marketing Corvette, az Apollo/Saturn V Center kiállításán
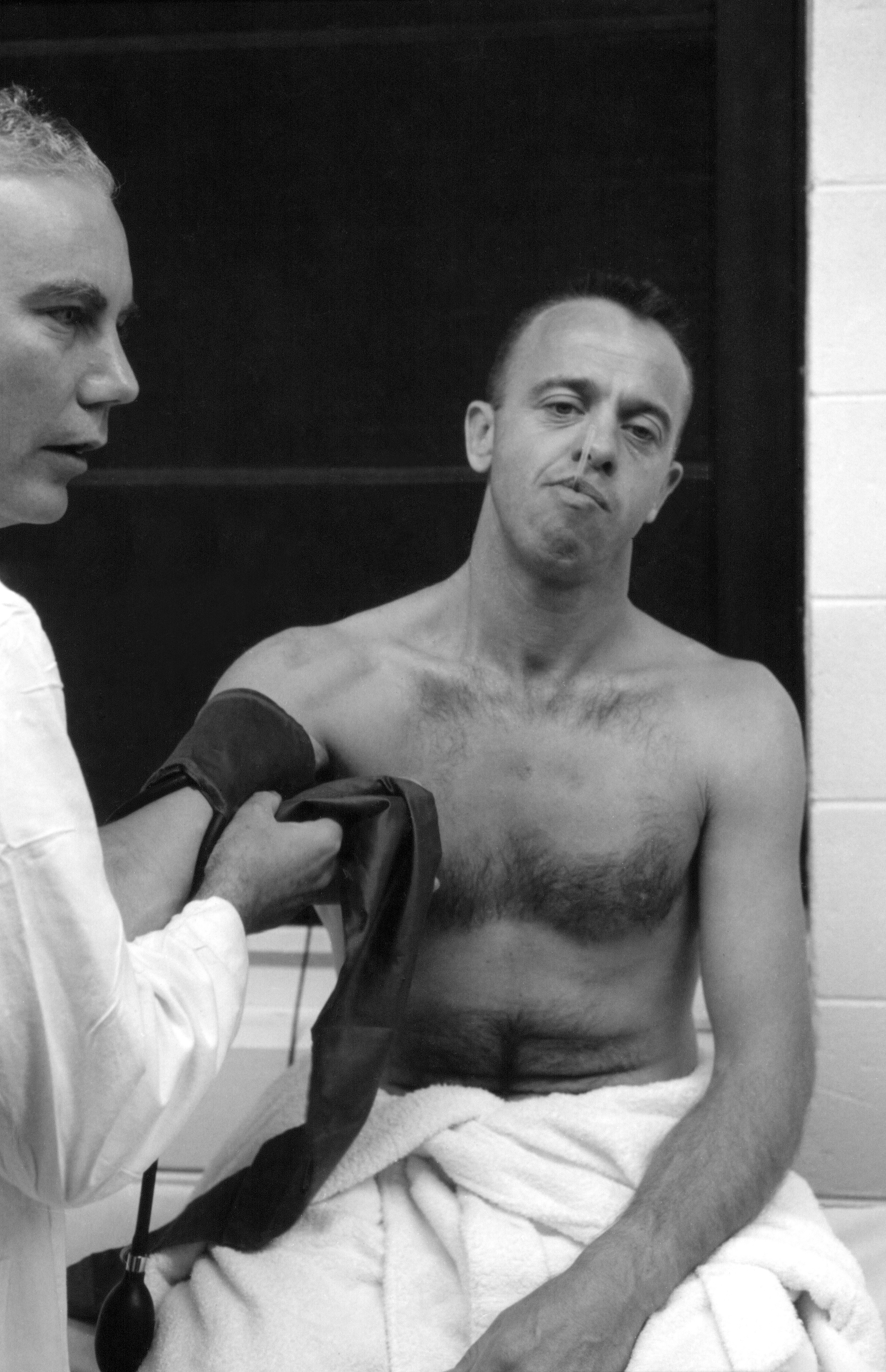
A Freedom 7 felszállása előtti orvosi vizsgálaton
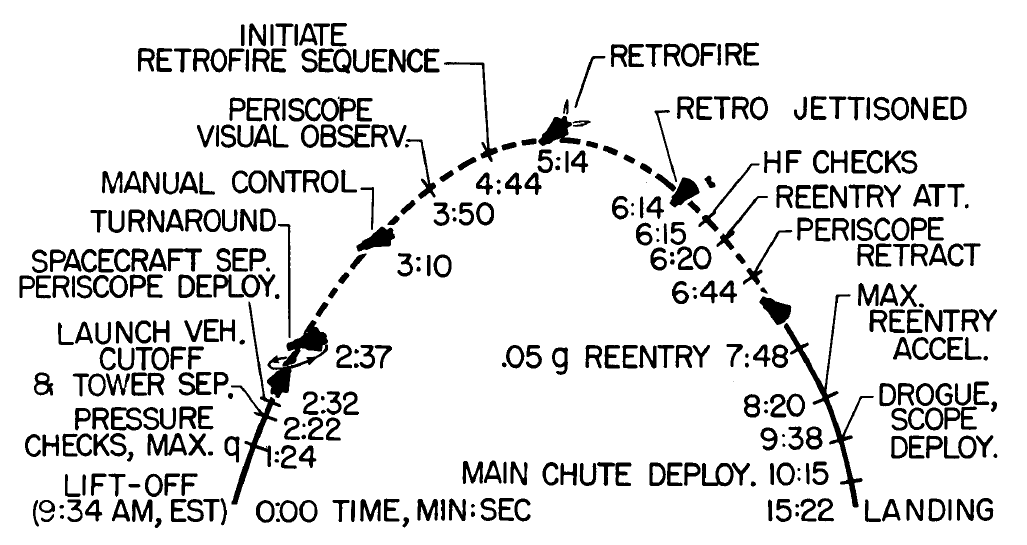
A MR3 űrugrása
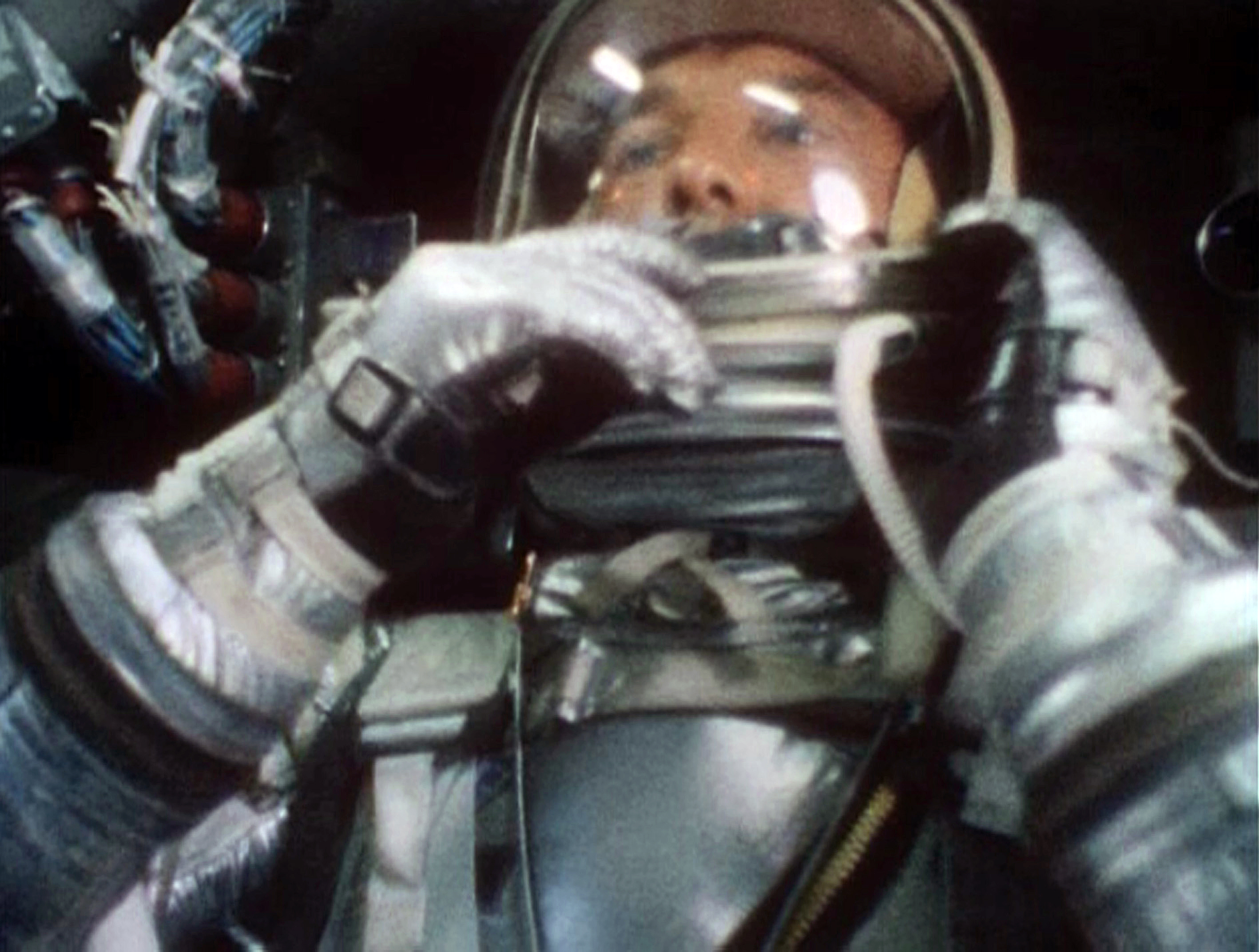
És mindez a kabin belsejében
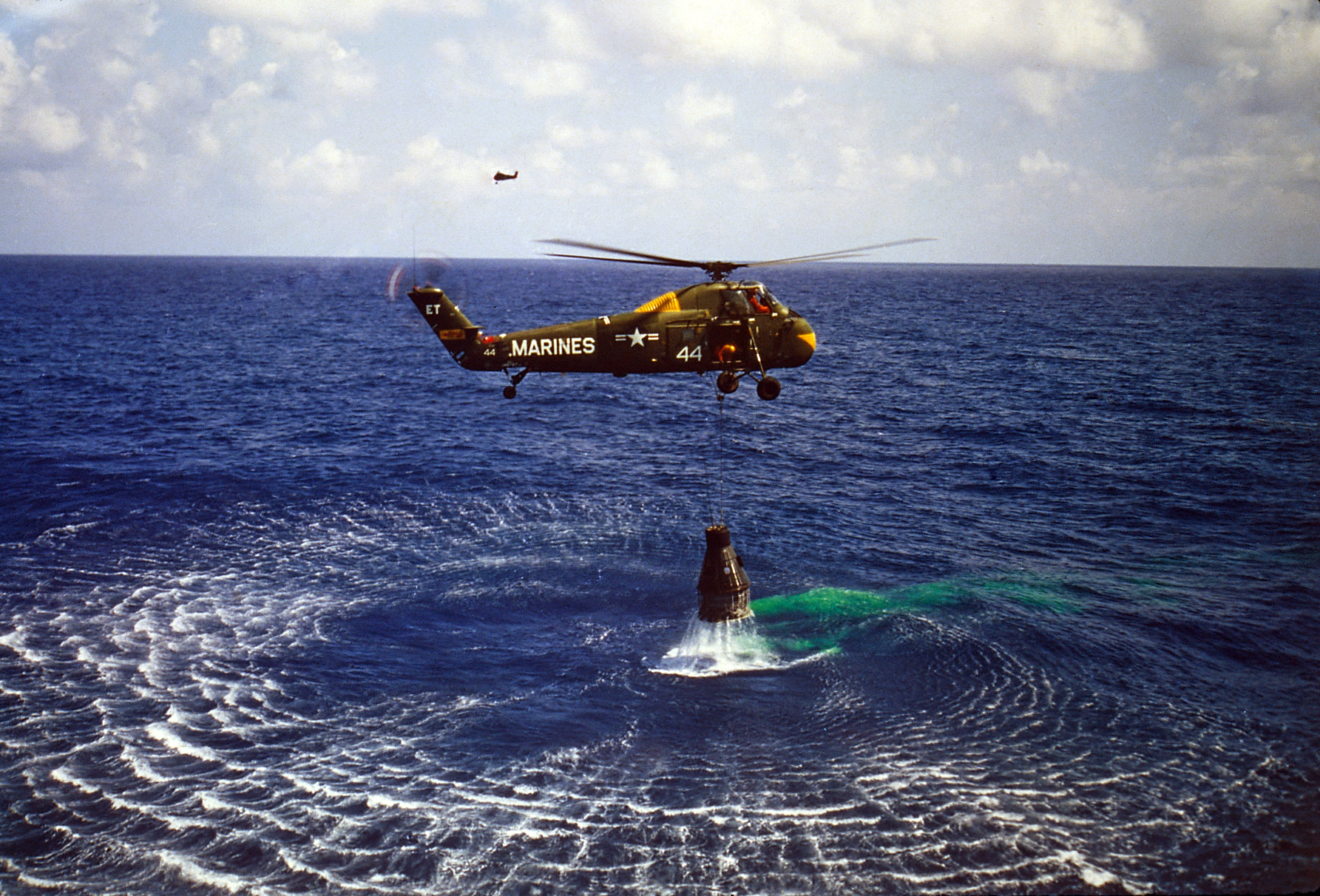
Kiemelik a vízre szállt Freedom 7-et
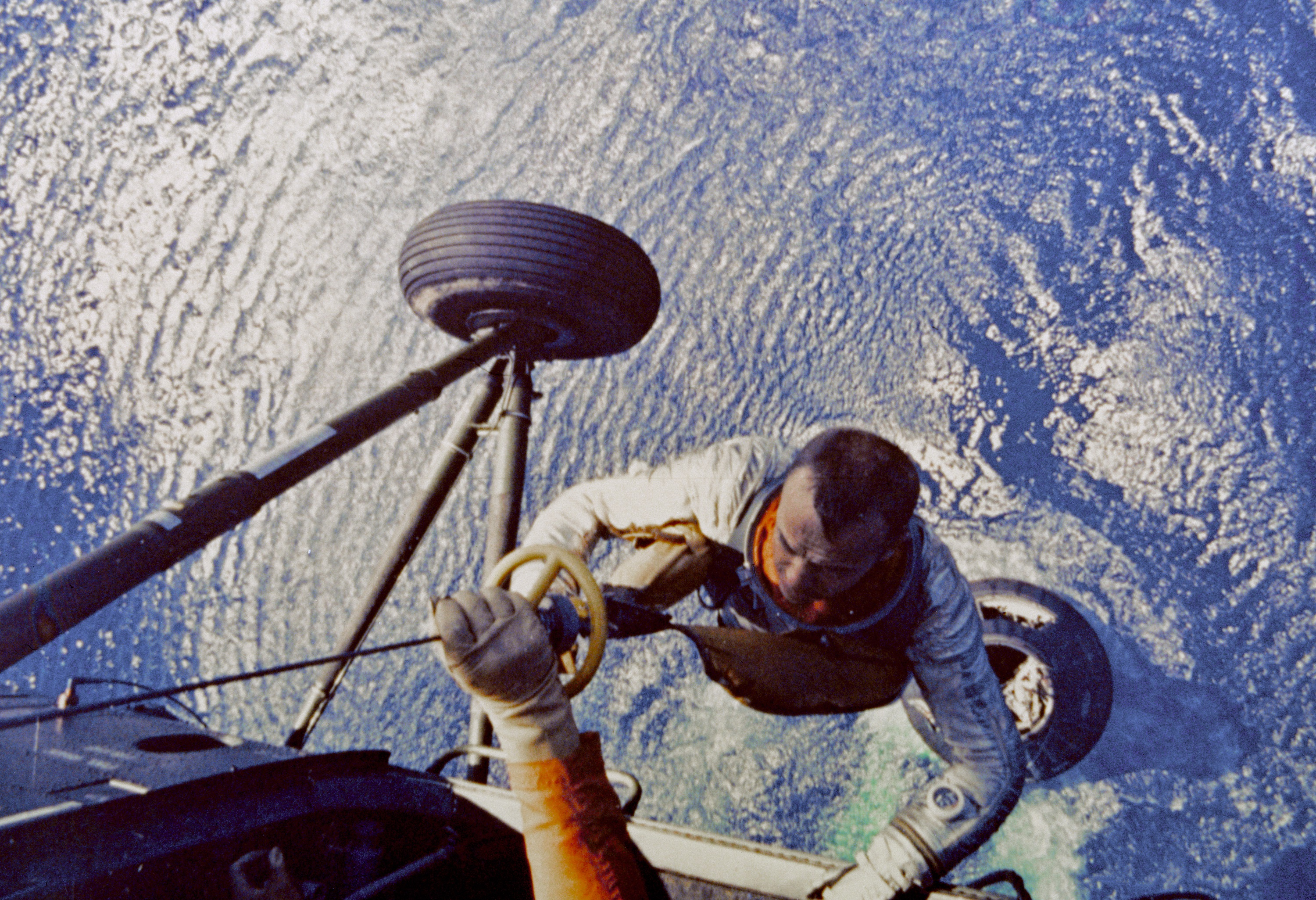
Shepard a mentőhelikopterre érkezik
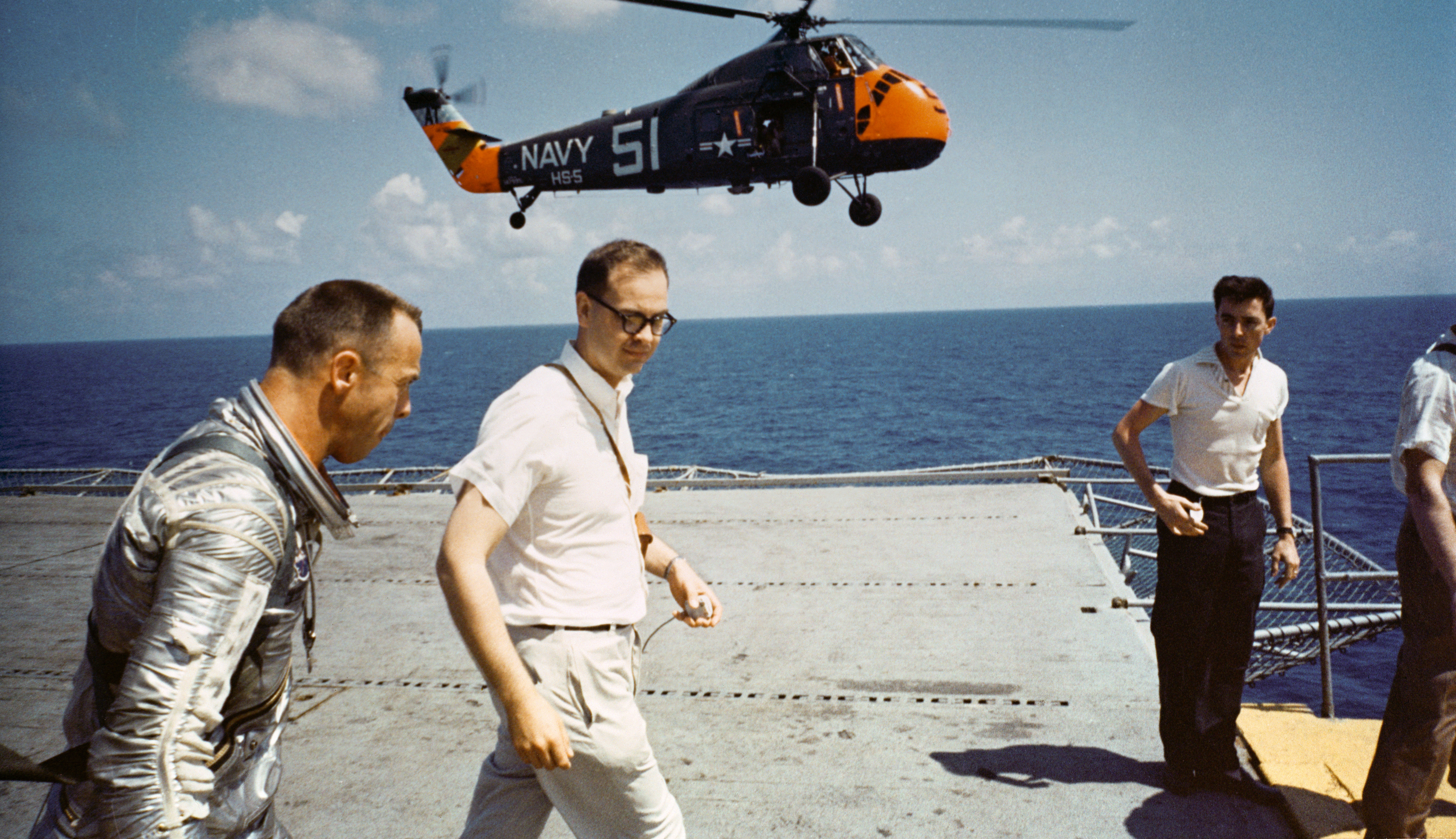
A repülés után immár biztonságban a USS Lake Champlain fedélzetén
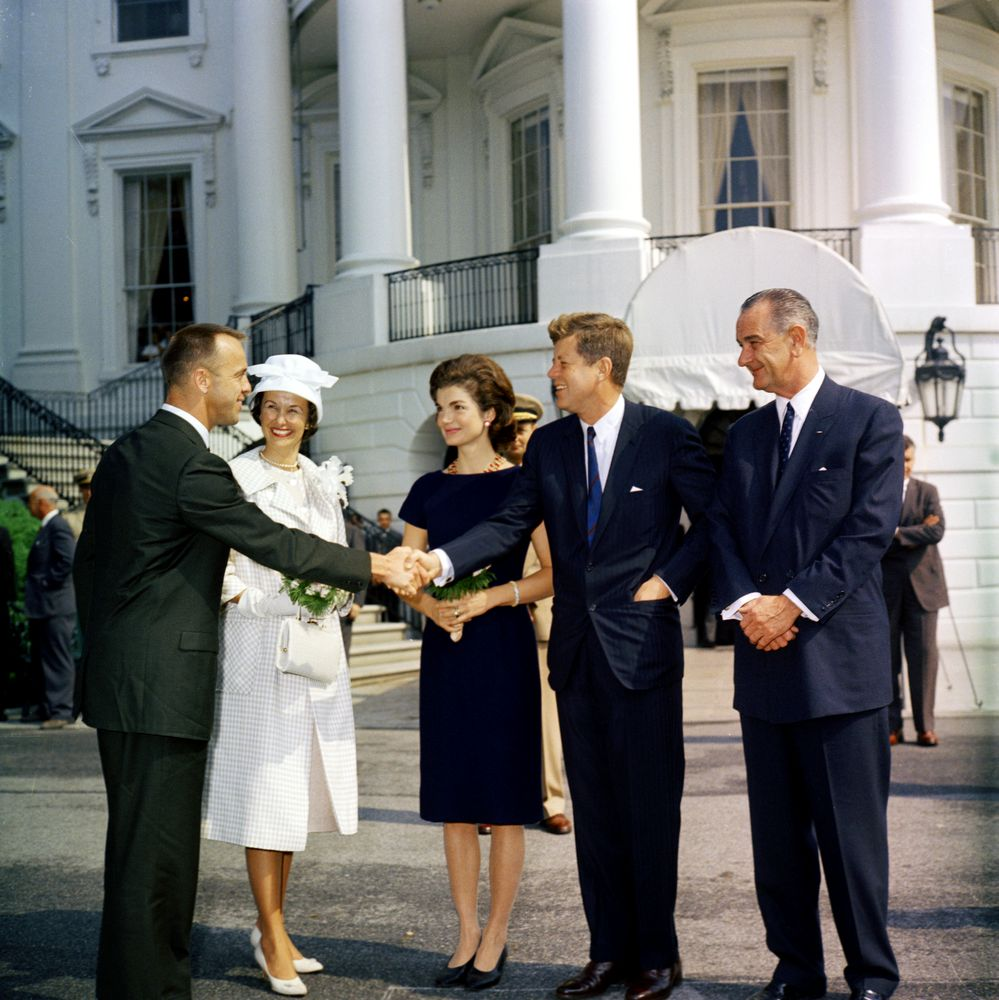
John F. Kennedy, Jackie Kennedy, Lyndon B. Johnson alelnök, Shepard és Louise Shepard a Fehér Ház fogadásán az USA első űrrepülését követően
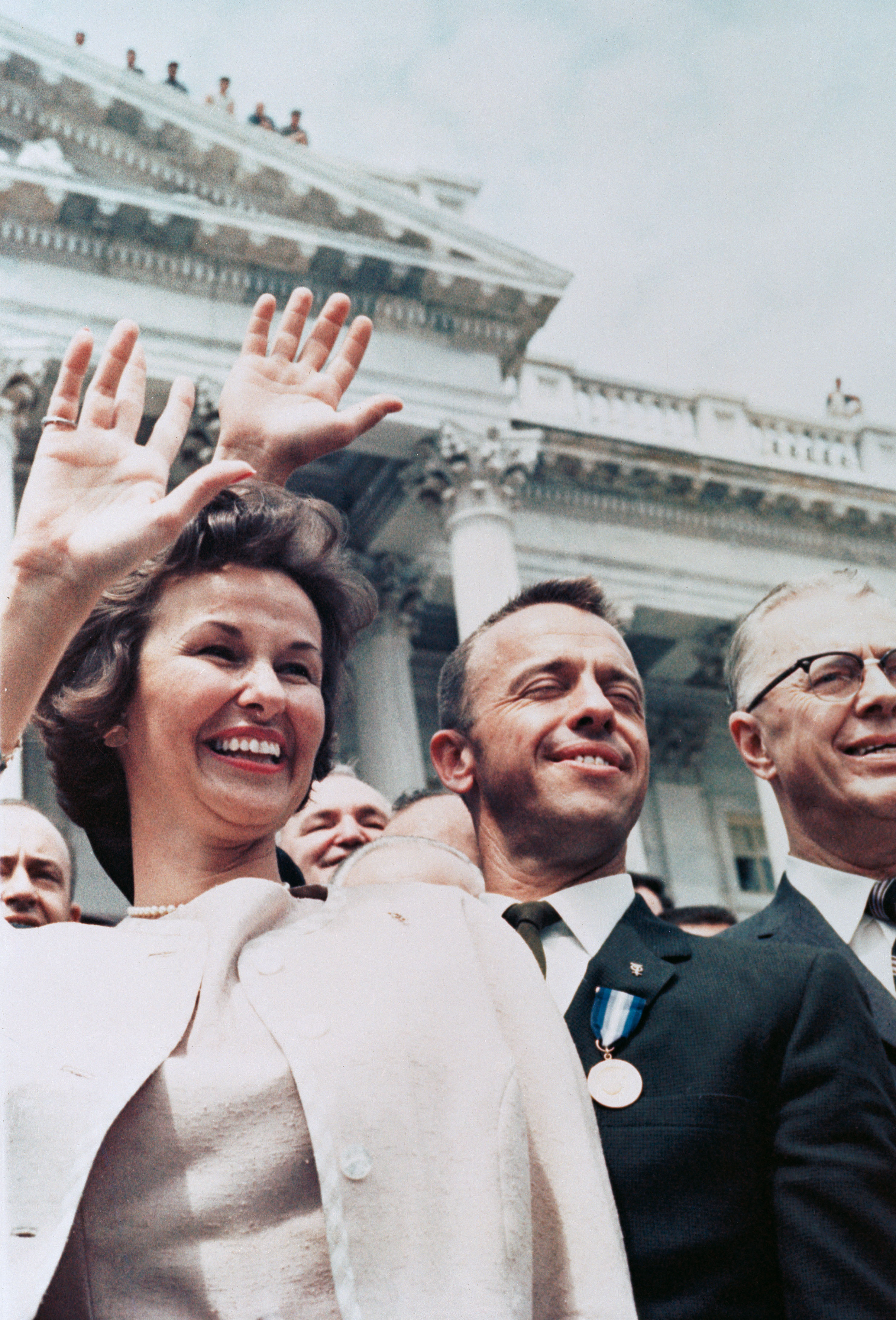
Alan és Louise Shepard integet a kitüntetés után Washingtonban, a Capitolium előtt
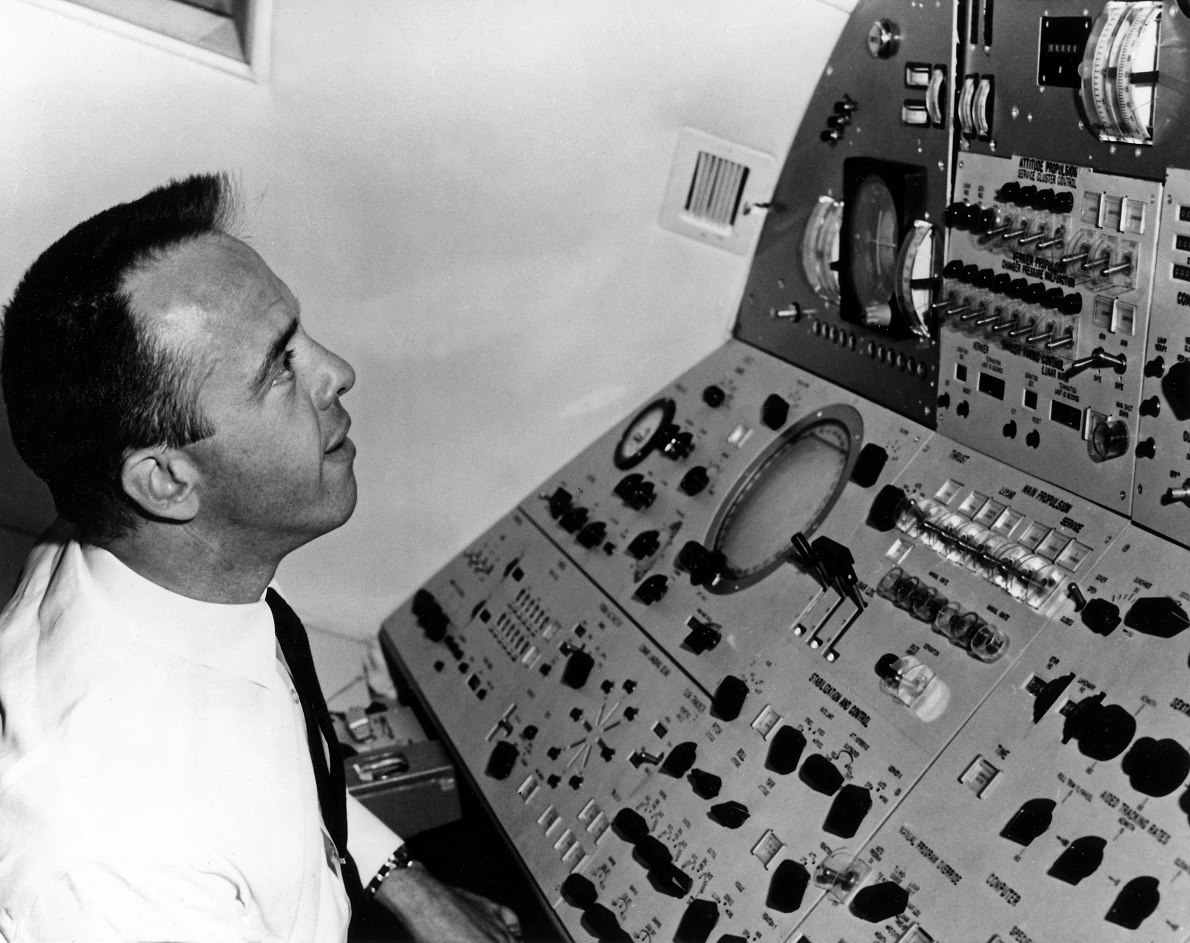
Shepard egy korai holdszimulátor előtt
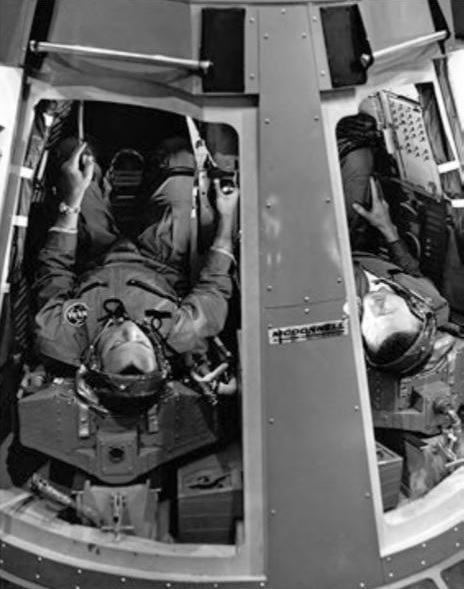
Immár egy Gemini szimulátorban
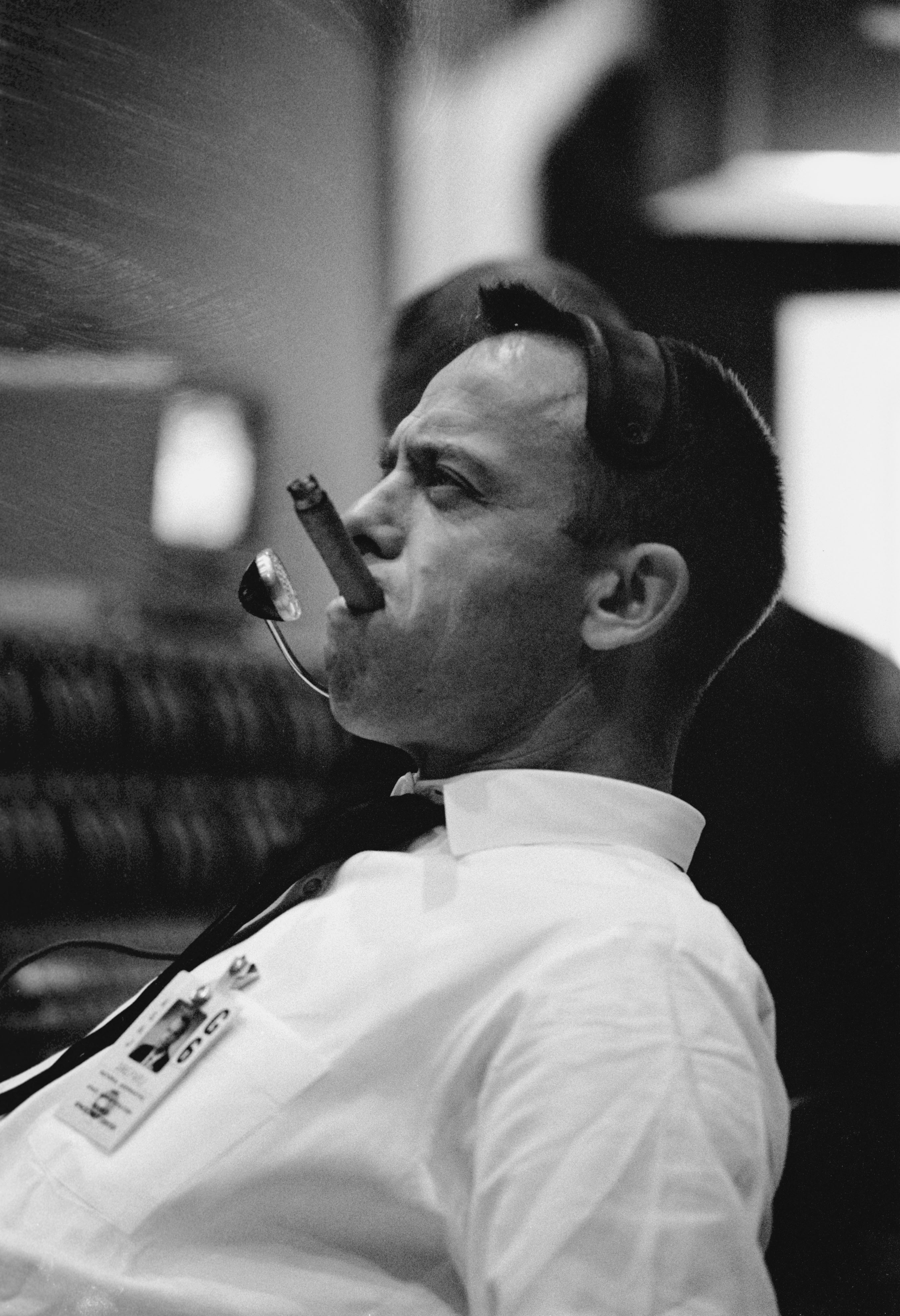
Vezető Űrhajósként az irányítóközpontban
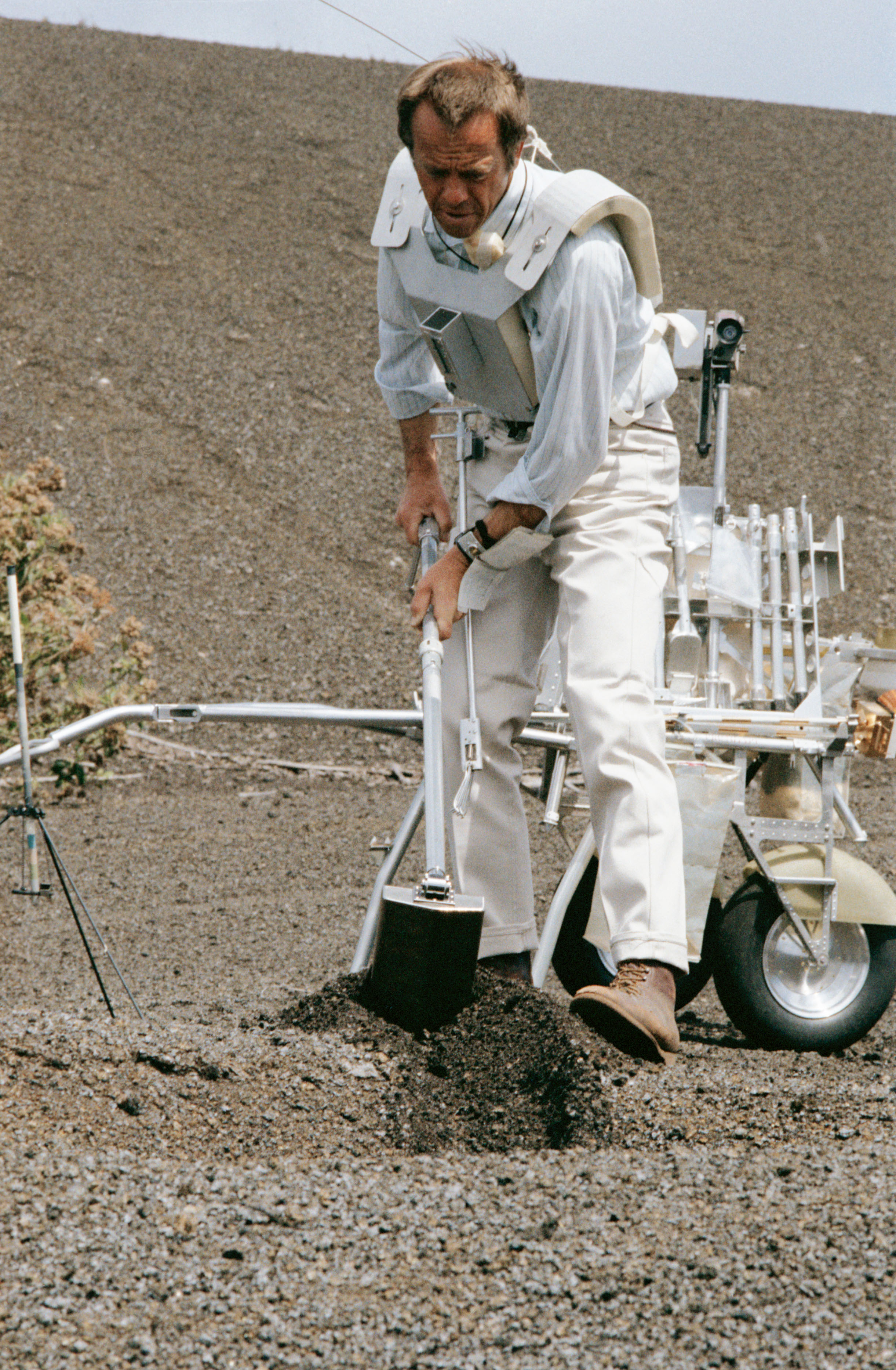
Új feladat: geológiai tréning a holdutazáshoz
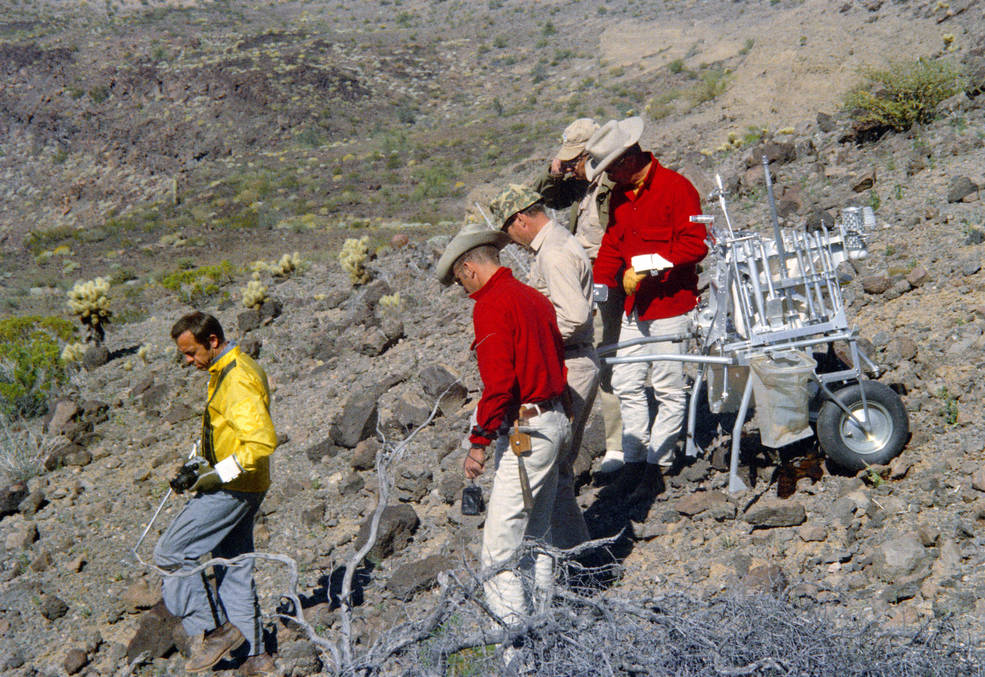
Geológiai tréning II.
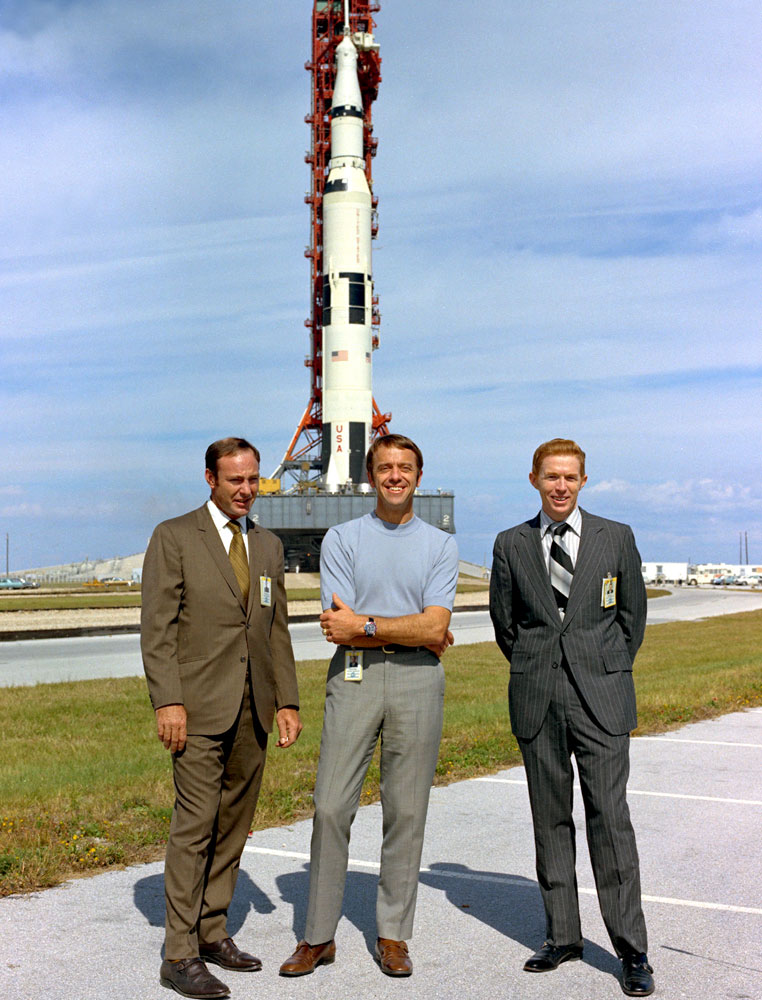
Az Apollo–14 hivatalos legénysége: Ed Mitchell, Alan Shepard és Stu Roosa
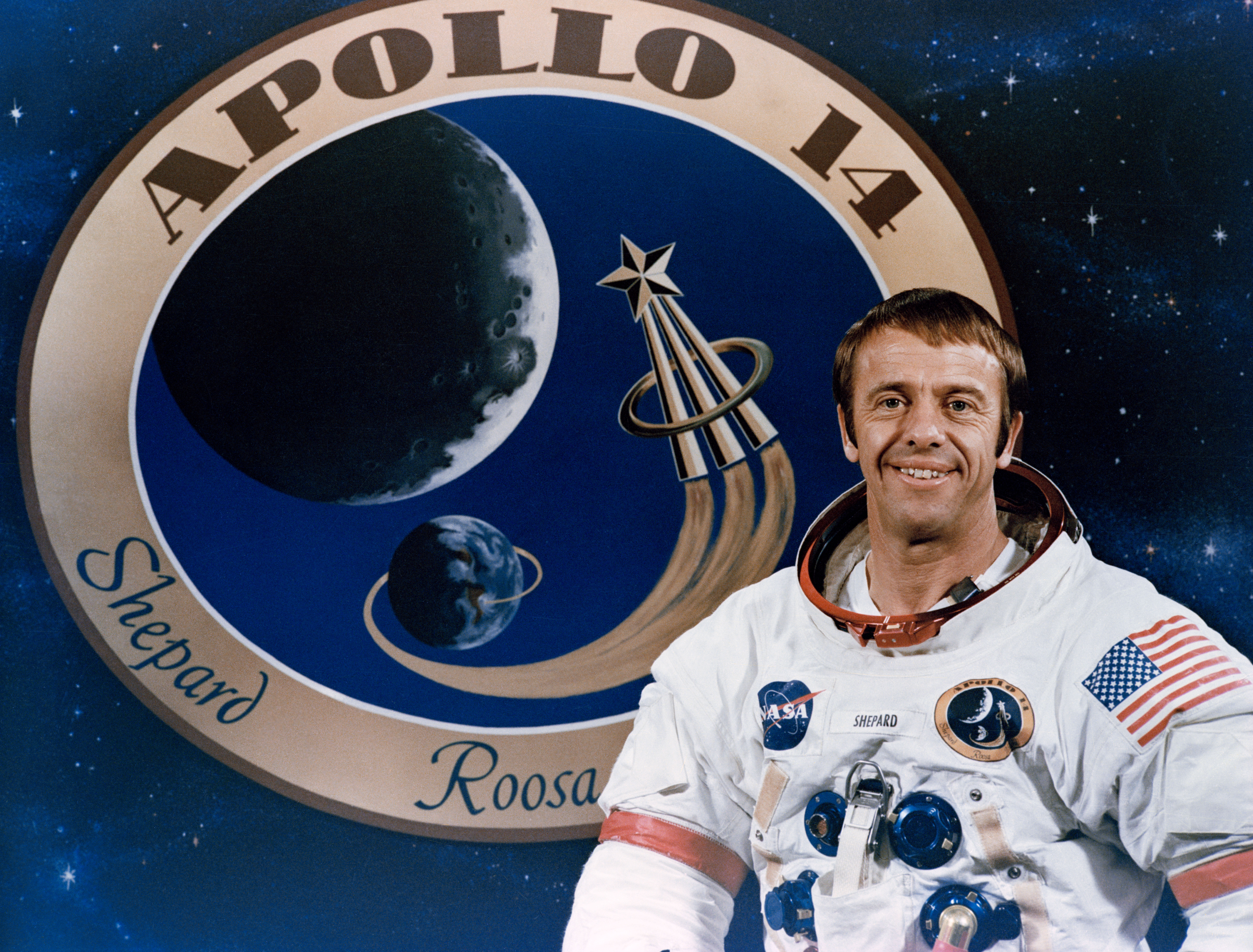
Az Apollo–14 parancsnokaként
A Holdon az amerikai zászlóval
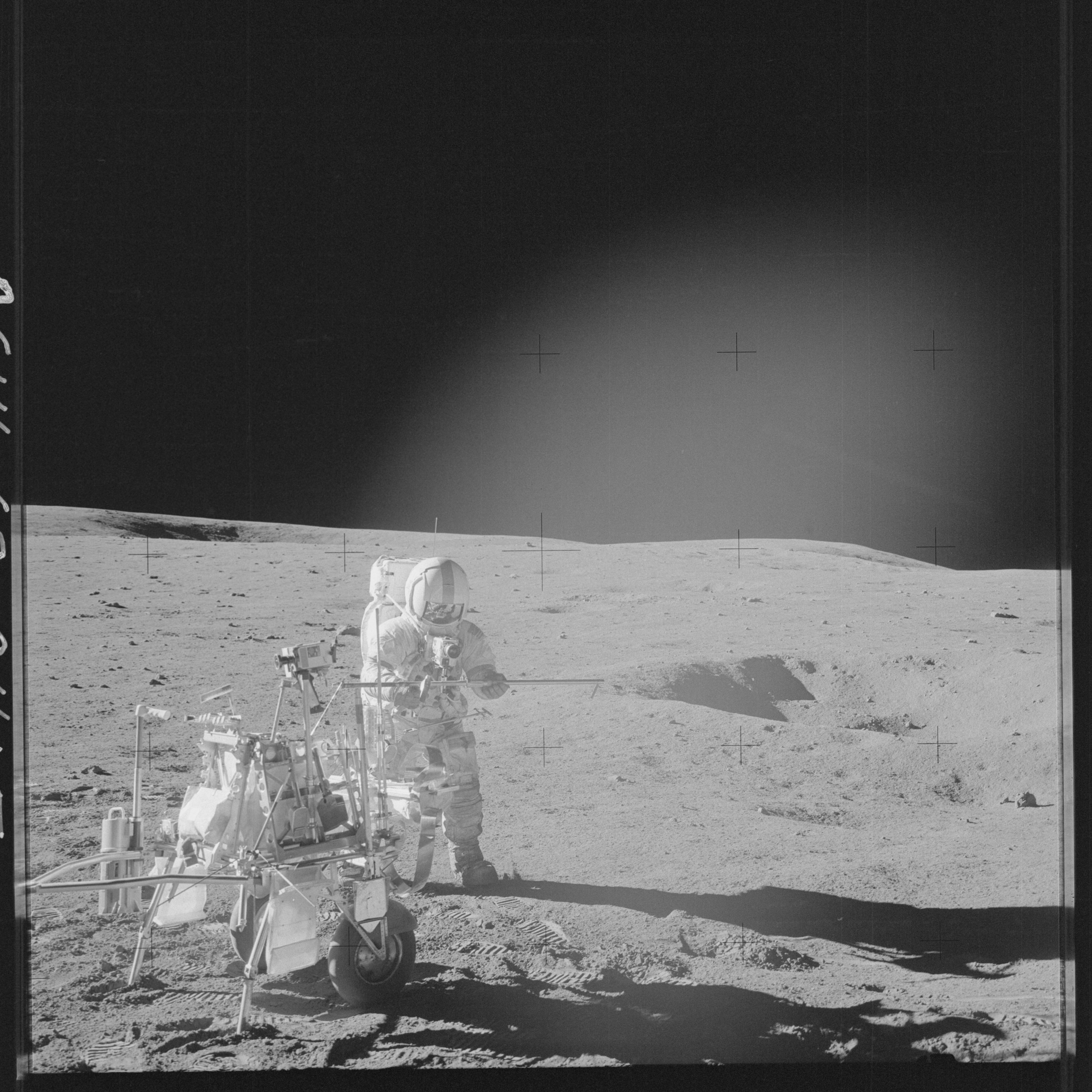
A Fra Mauro-n a MET-tel
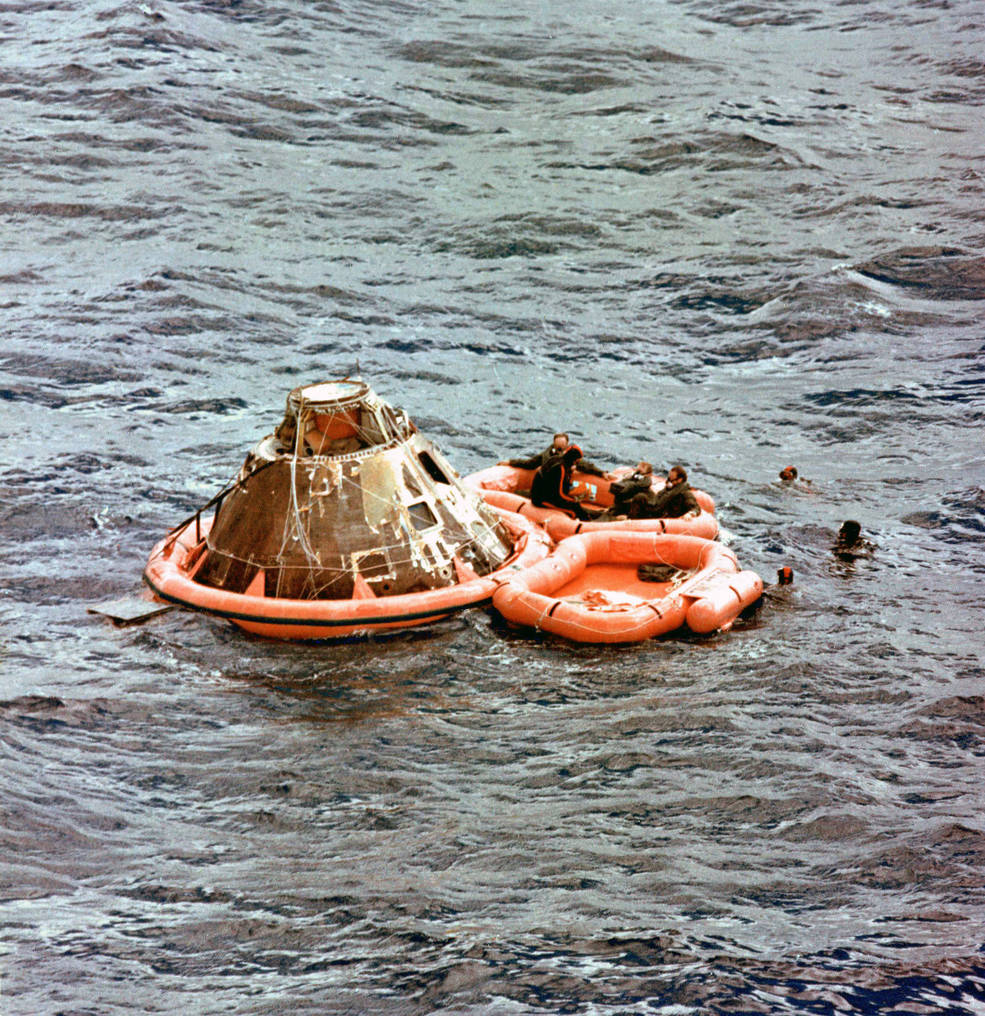
Újra itthon a holdutazás után
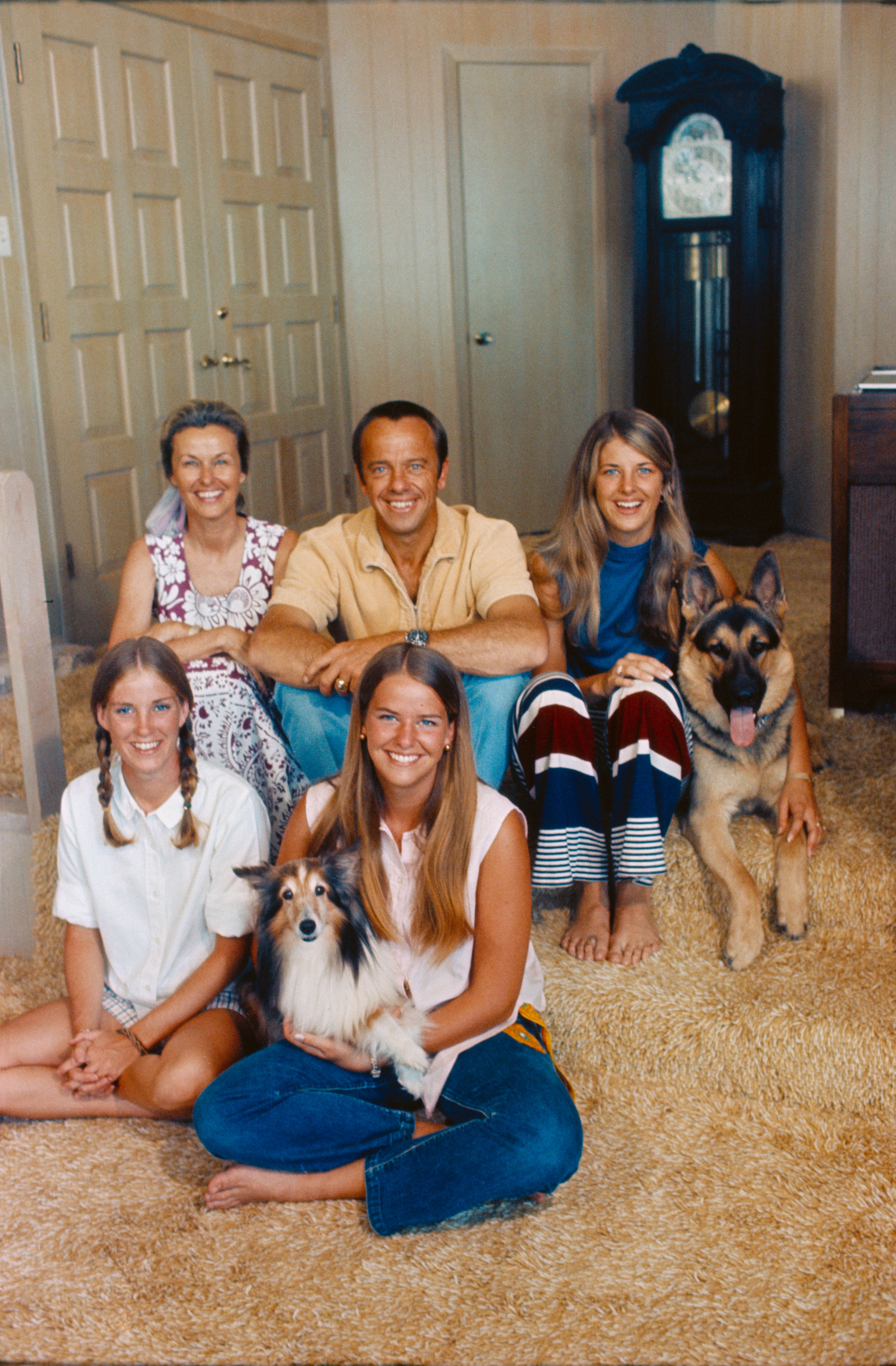
Lányaival és feleségével otthon
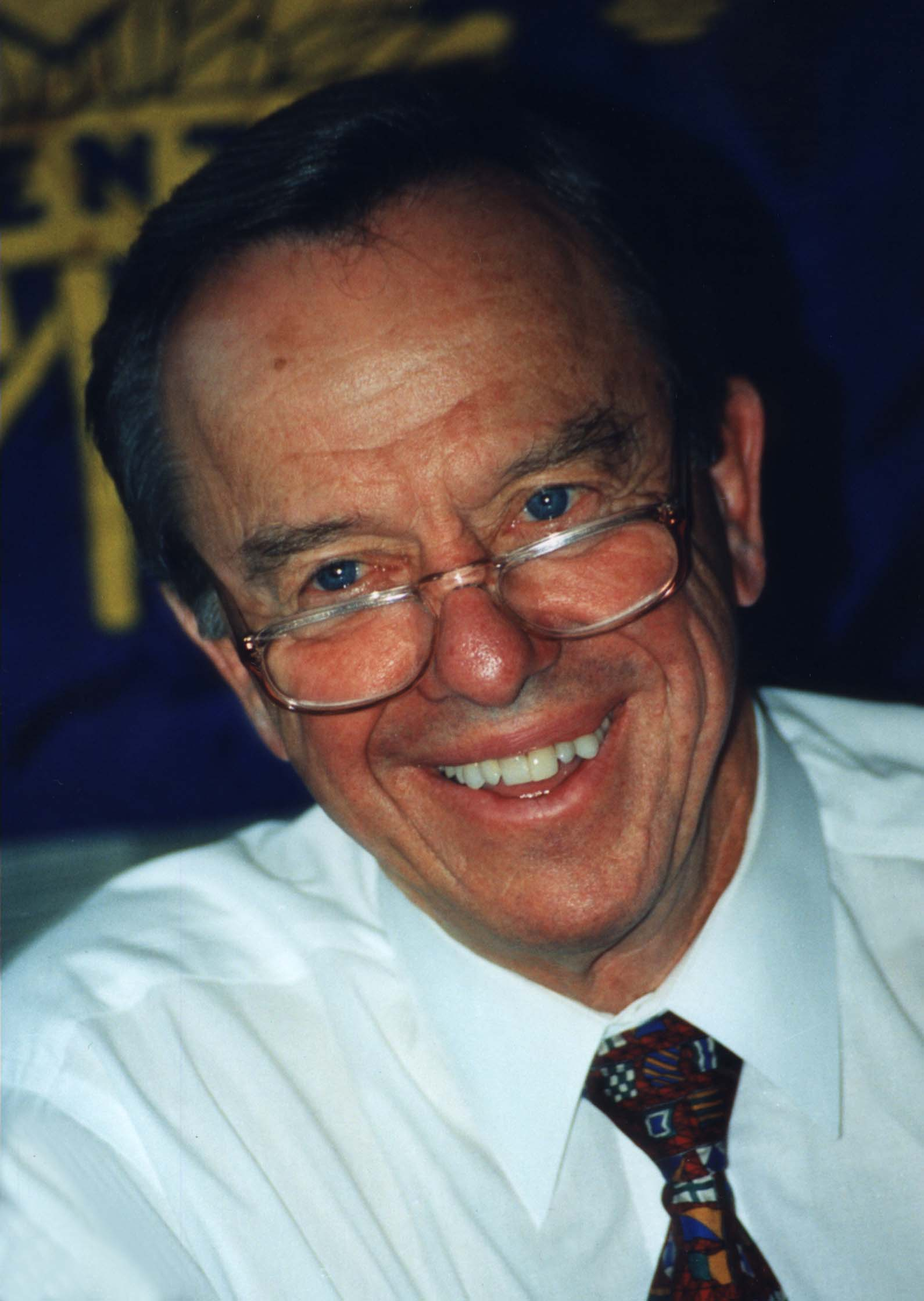
Az Annapolisi Akadémián tett látogatásakor, 1995-ben

## Fordítás
- Ez a szócikk részben vagy egészben  az   Alan Shepard című angol Wikipédia-szócikk ezen változatának fordításán alapul.  Az eredeti cikk szerkesztőit annak laptörténete sorolja fel. Ez a jelzés csupán a megfogalmazás eredetét és a szerzői jogokat jelzi, nem szolgál a cikkben szereplő információk forrásmegjelöléseként.